# Liste de jets d'objets sur des personnalités politiques

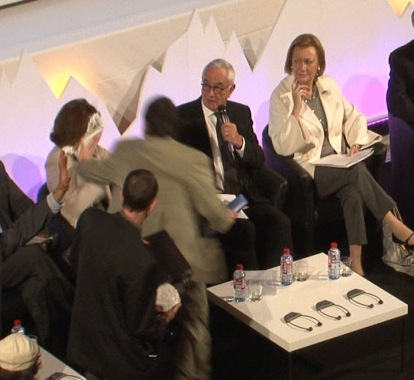
Attaque du 27 octobre 2011 sur Yolanda Barcina.

Cette liste recense les cas où des objets ont été lancés sur des personnalités politiques de manière chronologique, par État de nationalité du receveur.
Une attaque avec un élément spécifique peut être caractérisée par une dénomination propre : entre autres, on appelle « entartage » ou « attentat pâtissier » l'acte consistant à lancer ou écraser une tarte à la crème et « enfarinage », l'acte d'étaler de la farine.
Ces actes peuvent être motivés pour des raisons pouvant aller de l'effet comique à l'intention de nuire, en passant par la recherche d'attention. Ces attaques serviraient notamment d'« exutoire à la colère » et complémentairement à la simple nuisance, certains choix s'accompagnent d'une symbolique. En effet, la blancheur de la farine, pouvant rappeler la pureté, pourrait servir à rendre ces personnalités « plus propres » ou bien au contraire, de manière pragmatique, permettraient de contraster avec un costume sombre. En outre, le choix de l'objet peut accompagner une couleur politique, comme notamment dans l'agression de Lionel Jospin en 2002 où le rouge du ketchup devient la métaphore de positionnements socialistes.
Dans certaines juridictions, ce genre d'attaque est évalué comme relevant d'un crime. C'est ainsi qu'en 2000, pour un entartage du ministre des Affaires intergouvernementales Stéphane Dion, le juge Louis-Jacques Léger de la Cour municipale de Montréal statue en ce sens  et condamne les responsables.

## Allemagne

### 10 mai 1991: Helmut Kohl
| Victime              | Helmut Kohl, chancelier fédéral d'Allemagne                     |
| Projectile           | Œufs                                                            |
| Date                 | 10 mai 1991                                                     |
| Lieu                 | Halle-sur-Saale, Saxe-Anhalt, Allemagne                         |
| Événement            | Visites inaugurales dans les villes anciennement est-allemandes |
| Atteinte de la cible | Oui                                                             |

Le 10 mai 1991, le chancelier fédéral Helmut Kohl, qui avait promis la prospérité économiques des anciennes régions est-allemandes après la chute du mur de Berlin, effectue des visites dans plusieurs villes de ces régions. Alors qu'à Erfurt, il n'essuie que quelques lancers, lors de sa visite à Halle-sur-Saale où la population connaît un fort taux de chômage, de nombreux tirs d'œufs atteignent sa veste. Le chancelier s'emporte et se lance vers les lanceurs. Cet épisode aurait marqué un tournant pour Kohl,.

### 13 mai 1999: Joschka Fischer
| Victime              | Joschka Fischer, vice-chancelier d'Allemagne et ministre fédéral des Affaires étrangères |
| Projectile           | Peinture rouge                                                                           |
| Date                 | 13 mai 1999                                                                              |
| Événement            | Congrès du parti politique Alliance 90 / Les Verts sur la situation au Kosovo            |
| Agresseur            | Activiste contre la guerre du Kosovo                                                     |
| Atteinte de la cible | Oui                                                                                      |

Le 13 mai 1999, Joschka Fischer est à un congrès de son parti politique concernant la situation du Kosovo et la guerre qui y a lieu, guerre qu'il soutient. Autour du bâtiment dans lequel se déroule le rassemblement, des militants pacifistes forment une chaîne humaine pour empêcher les déléguées d'y accéder en hurlant des slogans tels que « Criminel de guerre ! ». Un activiste approche Fischer et lui jette un pot de peinture rouge ainsi qu'un produit acide peu corrosif. Après le congrès, Fischer doit être emmené à l'hôpital pour enlever les produits qui se seraient infiltrés dans ses oreilles,.

### 2011-04-14: Christian Wulff
| Victime    | Christian Wulff, président fédéral |
| Projectile | Œuf                                |
| Date       | 14 avril 2011                      |
| Lieu       | Wiesbaden, Allemagne               |

Le 14 avril 2011, le président Christian Wulff reçoit un œuf alors qu'il est en visite à Wiesbaden avec Volker Bouffier, le ministre-président de Hesse.

### 2012-02-02: Karl-Theodor zu Guttenberg
| Victime              | Karl-Theodor zu Guttenberg, ancien ministère fédéral de la Défense |
| Projectile           | Gâteau « forêt-noire » à la cerise                                 |
| Date                 | 2 février 2012                                                     |
| Lieu                 | Un café du quartier Friedrichshain, Berlin, Allemagne              |
| Événement            | Rencontre privée avec Stephan Urbach (de)                          |
| Agresseur            | Militant du groupe Hedonist International                          |
| Atteinte de la cible | Oui                                                                |

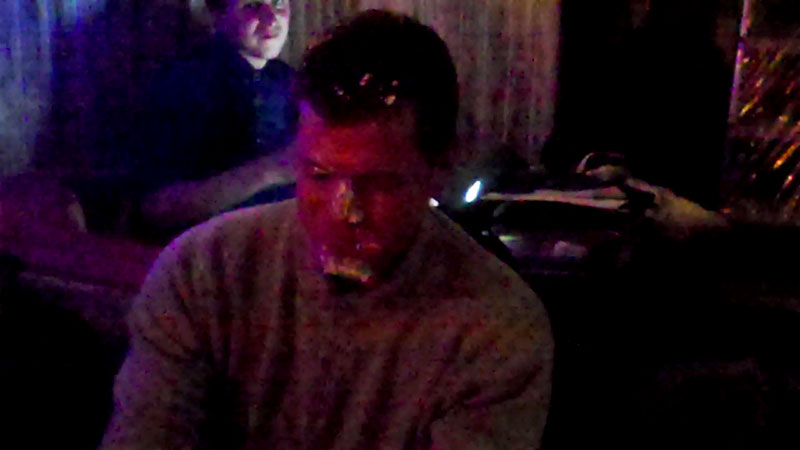
Karl-Theodor zu Guttenberg juste après l'entartage.

Le 2 février 2012, Karl-Theodor zu Guttenberg rencontre le blogueur et activiste Stephan Urbach (de) dans un café berlinois. Des militants du groupe Hedonist International en profitent pour lui étaler un gâteau à la cerise sur son visage,.
Le soir même, le politique commente l'incident sur son compte Facebook :
« Hurra, eine Tortenattacke! Ich dachte schon, ich würde in Friedrichshain verhungern. Zwei Aktivisten hatten gottlob mit mir erbarmen. Eine wunderbare Schwarzwälder Kirschtorte. Beim nächsten Mal dann gerne Käsesahne! »
« Hourra, une attaque au gâteau ! Je pensais que j'allais mourir de faim à Friedrichshain. Deux militants, Dieu merci, ont eu pitié de moi. Un merveilleux gâteau de la Forêt-Noire. La prochaine fois, je serai heureux d'avoir de la crème au fromage ! »

### 29 mai 2016: Sahra Wagenknecht
| Victime              | Sahra Wagenknecht, députée au Bundestag |
| Projectile           | Gâteau au chocolat                      |
| Date                 | 29 mai 2016                             |
| Lieu                 | Magdebourg, Allemagne                   |
| Événement            | Congrès du parti politique Die Linke    |
| Atteinte de la cible | Oui                                     |

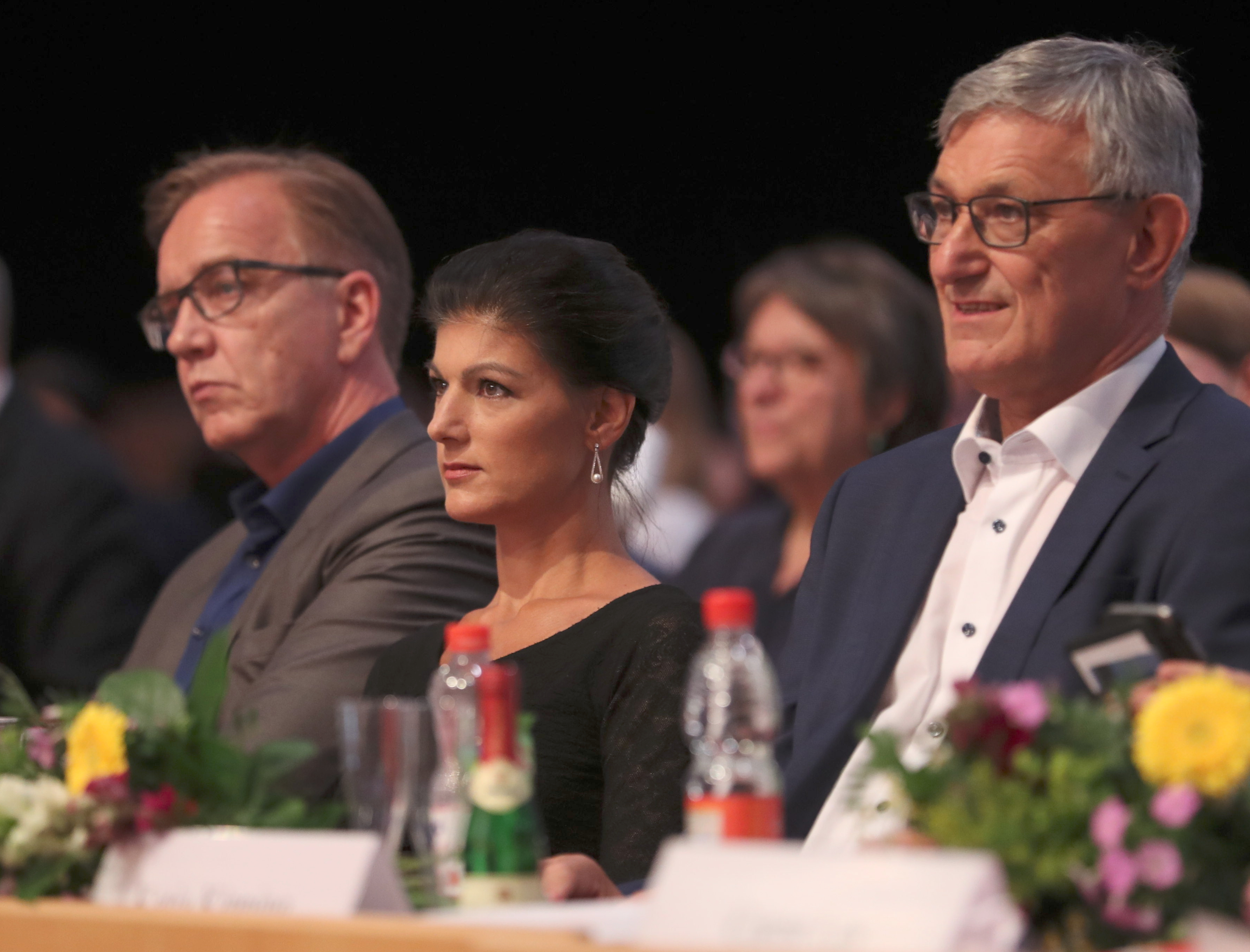
Sahra Wagenknecht, au centre, à un autre congrès de son parti, en juin 2018.

Le 29 mai 2016, Sahra Wagenknecht est à un congrès de son parti politique quand un jeune homme l'entarte d'un gâteau au visage pour protester contre sa position sur les réfugiés,.

### 29 avril 2022: Kevin Kühnert
| Victime    | Kevin Kühnert, député fédéral et secrétaire général du Parti social-démocrate d'Allemagne |
| Projectile | Œuf                                                                                       |
| Date       | 29 avril 2022                                                                             |
| Lieu       | Detmold, Rhénanie-du-Nord-Westphalie, Allemagne                                           |
| Événement  | Campagne électorale                                                                       |

Le 29 avril 2022, Kevin Kühnert subit une attaque à l'œuf durant un événement de campagne électorale,.

### 1ermai 2022: Franziska Giffey
| Victime    | Franziska Giffey, bourgmestre-gouverneur de Berlin |
| Projectile | Œuf                                                |
| Date       | 1er mai 2022                                       |
| Lieu       | Berlin, Allemagne                                  |

Le 1er mai 2022, Franziska Giffey prononce un discours près de la porte de Brandebourg lorsqu'un œuf est lancé dans sa direction.

### 8 mai 2022: Annalena Baerbock
| Victime              | Annalena Baerbock, ministre fédérale des Affaires étrangères et députée fédérale |
| Projectile           | Œuf                                                                              |
| Date                 | 8 mai 2022, après-midi                                                           |
| Lieu                 | Wuppertal, Allemagne                                                             |
| Atteinte de la cible | Non                                                                              |

Le 8 mai 2022, la ministre Annalena Baerbock se déplace pour un rassemblement à Wuppertal. Un œuf est lancé sur elle, mais ne l'atteint pas.

### 23 juin 2022: Markus Söder
| Victime              | Markus Söder, ministre-président de Bavière |
| Projectile           | Œuf                                         |
| Date                 | 23 juin 2022                                |
| Lieu                 | Taching am See, Bavière, Allemagne          |
| Atteinte de la cible | Non                                         |

Le 23 juin 2022, Markus Söder prononce un discours comme à son habitude au festival des pompiers à Taching am See devant environ 1 500 personnes présentes sous une tente. Deux œufs sont lancés par un homme de quarante-quatre ans vers Söder sans qu'ils ne l'atteignent,.

## Albanie

### 20 décembre 2018: Edi Rama
| Victime              | Edi Rama, Premier ministre                      |
| Projectile           | Œuf                                             |
| Date                 | 20 décembre 2018                                |
| Lieu                 | Salle de l'Assemblée d'Albanie, Tirana, Albanie |
| Événement            | Séance parlementaire du 20 décembre 2018        |
| Agresseur            | Endri Hasa (sq), député à l'Assemblée           |
| Atteinte de la cible | Oui                                             |

Le 20 décembre 2018, le Premier ministre Edi Rama prononce un discours à l'Assemblée d'Albanie lorsque le député Endri Hasa (sq) du Parti démocrate d'Albanie — l'opposition retourne alors pour la première fois depuis juin — écrase un œuf sur lui. L'agresseur est exclu pendant dix jours de tout débat parlementaire,.

### 14 février 2019: Edi Rama
| Victime              | Edi Rama, Premier ministre                      |
| Projectile           | Encre                                           |
| Date                 | 14 février 2019                                 |
| Lieu                 | Salle de l'Assemblée d'Albanie, Tirana, Albanie |
| Événement            | Séance parlementaire du 14 février 2019         |
| Agresseur            | Edi Paloka (sq), député à l'Assemblée           |
| Atteinte de la cible | Oui                                             |

Le 14 février 2019, le Premier ministre Edi Rama siège à l'Assemblée d'Albanie lorsque le député Edi Paloka (sq) du Parti démocrate d'Albanie s'approche de lui avec une seringue remplie d'encre et l'asperge. L'agresseur est rapidement maîtrisé et est exclu pendant dix jours de tout débat parlementaire. Citant Albert Einstein, le Premier ministre réagit sur son compte Instagram par « Deux choses sont infinies, l'univers et la bêtise humaine ».

## Algérie

### 23 mai 2023: Abdelmadjid Tebboune
| Victime    | Abdelmadjid Tebboune, président de la République algérienne démocratique et populaire |
| Projectile | Œufs                                                                                  |
| Date       | 23 mai 2023, matin                                                                    |
| Lieu       | Lisbonne, Portugal                                                                    |
| Événement  | Voyage officiel au Portugal                                                           |

Le 23 mai 2023, alors qu'il est arrivé la veille au Portugal pour une visite discrète, Abdelmadjid Tebboune se dirige vers le quartier de Belém. Des ressortissants algériens, partisans de l'Hirak, prennent à partie son convoi en jetant des œufs au passage de sa voiture,.

## Autriche

### 30 septembre 2021: Anton Mahdalik
| Victime    | Anton Mahdalik (de), membre du Conseil municipal et Landtag de Vienne |
| Projectile | Gâteau                                                                |
| Date       | 30 septembre 2021                                                     |
| Lieu       | Vienne, Autriche                                                      |
| Événement  | Conférence de presse sur des projets de transport                     |

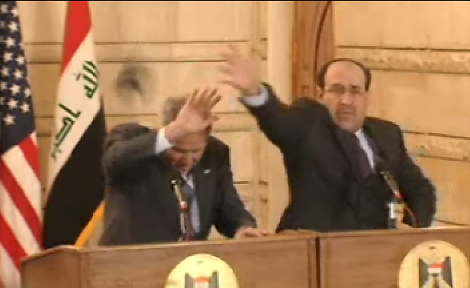
Le président Bush et le Premier ministre irakien al-Maliki tentent d'empêcher que la deuxième chaussure n'atteigne sa cible.

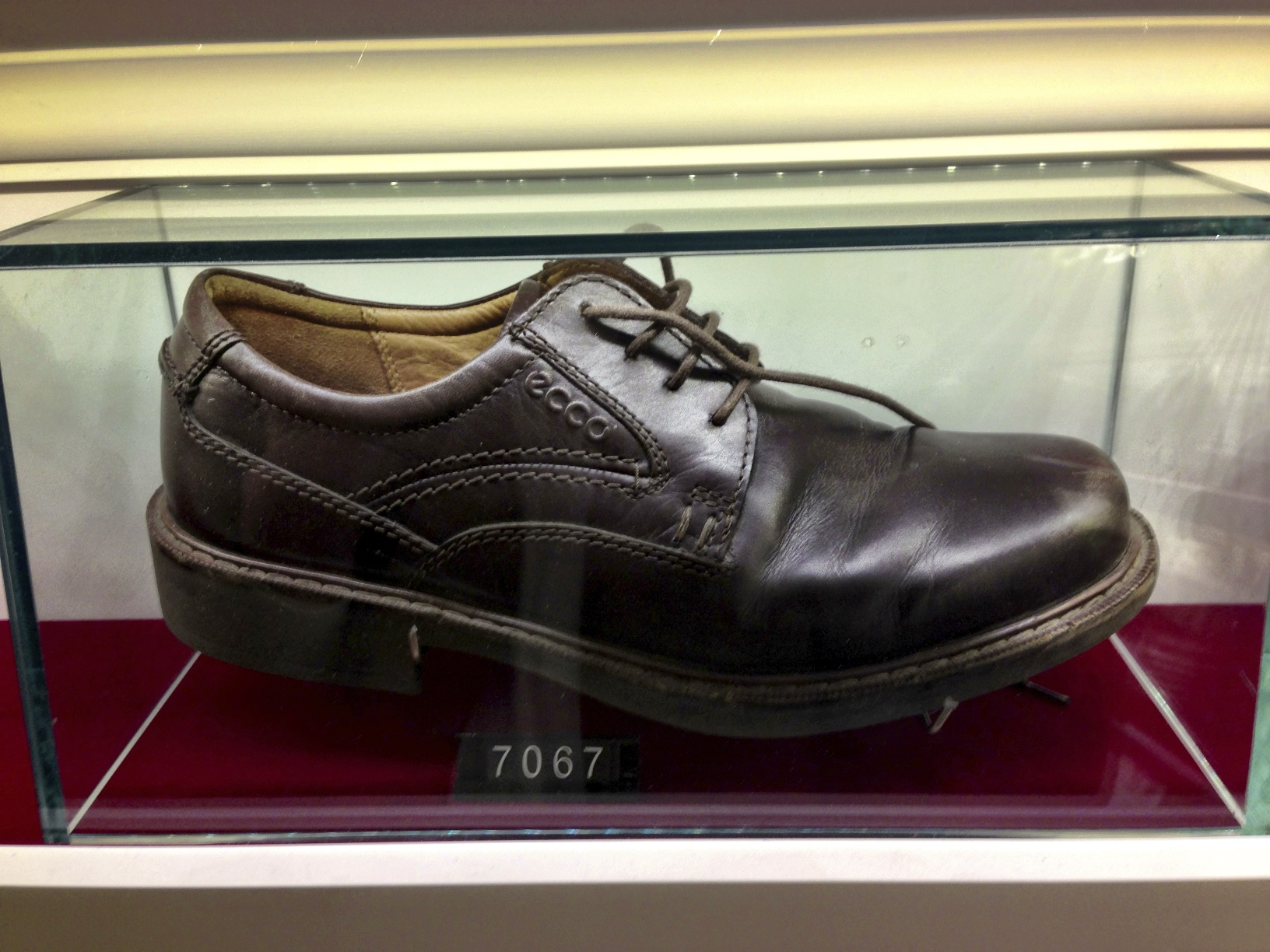
Réplique de la chaussure lancée sur le président américain.

Le 30 septembre 2021, Anton Mahdalik (de), membre du Parti de la liberté d'Autriche, participe à une conférence de presse sur des projets de transport. Des militants manifestent d'abord avec des banderoles, puis un gâteau est lancé par l'un d'eux sur l'homme politique.

## Australie

### 29 novembre 1917: Billy Hughes
| Victime              | Billy Hughes, Premier ministre d'Australie |
| Projectile           | Œufs                                       |
| Date                 | 29 novembre 1917                           |
| Lieu                 | Warwick, Queensland, Australie             |
| Événement            | Ouverture de la campagne de conscription   |
| Atteinte de la cible | Oui                                        |

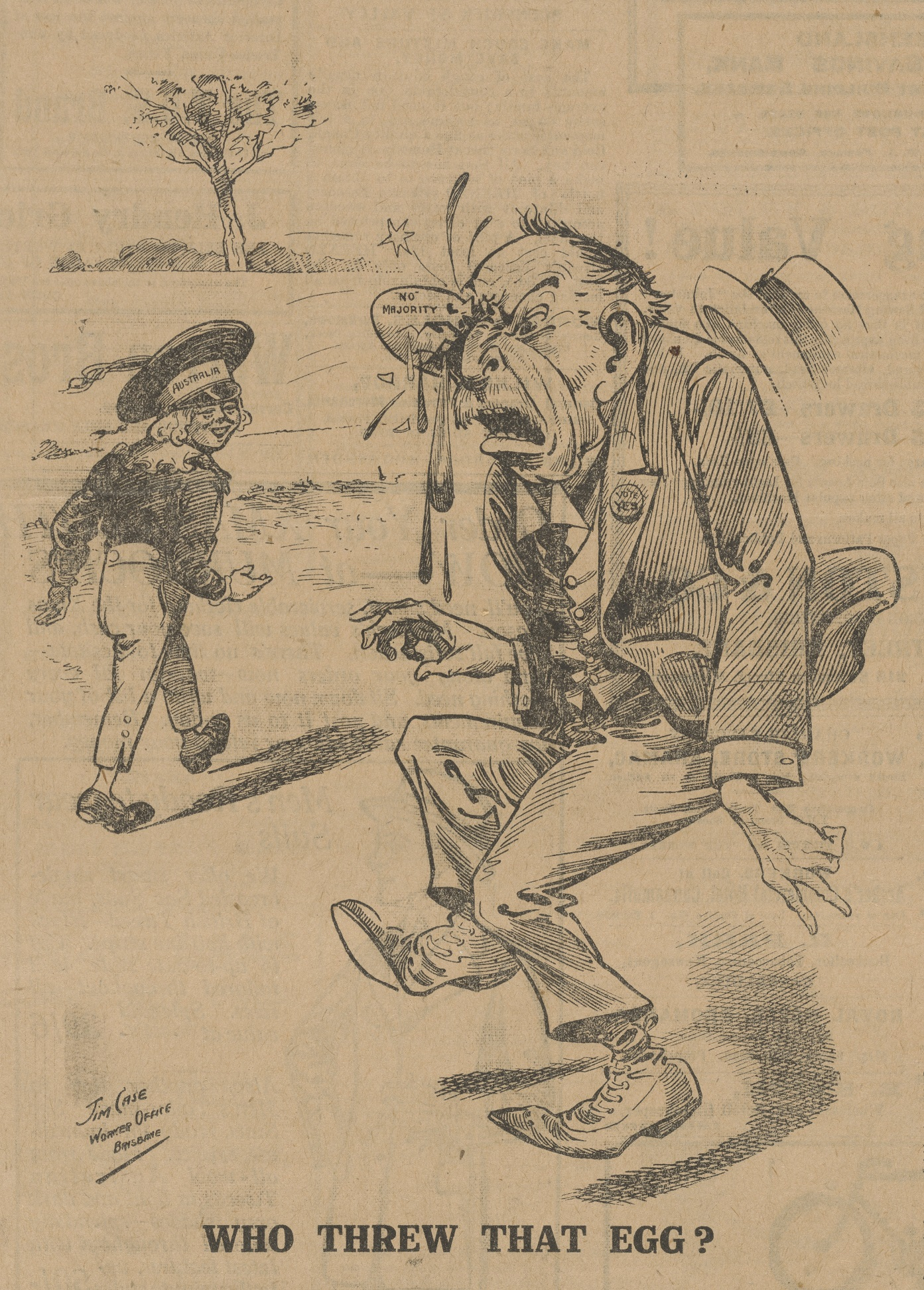
Caricature de Billy Hughes recevant un œuf réalisée par James Case (1884-1921) et parue par le numéro du 27 décembre 1917 dans Australia's Pioneer Co-operative Labour Journal.

Le 29 novembre 1917, le Premier ministre Billy Hughes prononce à discours à la gare de Warwick (en). Un œuf est alors lancé sur Hughes, faisant chuter son chapeau. Pris de rage, le ministre visé se précipite dans la foule, fouillant dans son manteau un revolver (mais qui avait été laissé dans le wagon),. Le sergent ne voulant procéder à l'arrestation arguant que la demande du Premier ministre outrepasse ses prérogatives, cela mène à la création de la police du Commonwealth (en). Cet incident gagne une postérité important dans l'histoire politique de l'Australie.

### 30 novembre 1917: Walter Massy-Greene
| Victime    | Walter Massy-Greene (en), membre de la Chambre des représentants pour circonscription de Richmond |
| Projectile | Œufs                                                                                              |
| Date       | 30 novembre 1917, soir                                                                            |
| Lieu       | Murwillumbah, Nouvelle-Galles du Sud, Australie                                                   |
| Événement  | Ouverture de la campagne de conscription                                                          |
| Agresseur  | Plusieurs personnes dont Joseph O'Neill                                                           |

Le 30 novembre 1917, un jour après le premier ministre Billy Hughes et alors qu'il annonce l'ouverture d'une nouvelle campagne de conscription dans le nord de la Nouvelle-Galles du Sud, le représentant Walter Massy-Greene (en) reçoit des œufs durant un rassemblement en plein air. L'une des personnes ayant participé à cette agression est Joseph O'Neill, un jeune homme, est condamné condamné à une amende de 10 dollars, à défaut de quoi il a été condamné à 3 jours de prison. 

### 4 novembre 2009: John Howard
| Victime    | John Howard, ancien Premier ministre            |
| Projectile | Chaussure                                       |
| Date       | 4 novembre 2009                                 |
| Lieu       | Université de Cambridge, Cambridge, Royaume-Uni |
| Agresseur  | Un étudiant australien                          |

Le 4 novembre 2009, John Howard prononce un discours sur le leadership pour le nouveau siècle à l'université de Cambridge lorsqu'un étudiant australien le traite de raciste avant de retirer sa chaussure et de la jeter dans sa direction.

### 16 mars 2019: Fraser Anning
| Victime              | Fraser Anning, sénateur |
| Projectile           | Œuf                     |
| Date                 | 16 mars 2019            |
| Atteinte de la cible | Oui                     |

Le 16 mars 2019, Fraser Anning reçoit un œuf qui le touche à l'arrière de la tête. L'adolescent l'ayant agressé justifie son acte par le fait qu'Anning accusait les immigrants musulmans d'être responsables des attentats de Christchurch.

### 7 mai 2019: Scott Morrison
| Victime              | Scott Morrison, Premier ministre                               |
| Projectile           | Œuf                                                            |
| Date                 | 7 mai 2019                                                     |
| Lieu                 | Albury, Australie                                              |
| Événement            | Événement de l'association des femmes rurales d'Australie (en) |
| Atteinte de la cible | Oui mais n'éclate pas                                          |

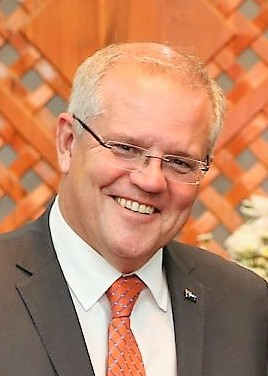
Scott Morrison en août 2019.

Le 7 mai 2019, alors en campagne électorale, Scott Morrison reçoit un œuf qui n'éclate cependant pas et rebondit sur son crâne.

## Belgique

### 19 octobre 2005: Elio Di Rupo
| Victime              | Elio Di Rupo, ministre-président du gouvernement wallon |
| Projectile           | Tarte                                                   |
| Date                 | 19 octobre 2005                                         |
| Lieu                 | Gand                                                    |
| Événement            | Café politique                                          |
| Agresseur            | Frederik Ranson                                         |
| Atteinte de la cible | Oui                                                     |

Le 19 octobre 2005, le ministre-président wallon Elio Di Rupo participe à un « café politique » entre étudiants à Gand en compagnie de la ministre Freya Van den Bossche. À son arrivée, un étudiant d'extrême droite provoque un « attentat pâtissier » en entartant Di Rupo. Ce dernier ne se montre pas perturbé en répondant par le sourire et en déclarant « Pas de problème »,.

### 17 juin 2013: Maggie De Block
| Victime              | Maggie De Block, secrétaire d'État à l'Asile, à la Migration, à l'Intégration sociale et à la Lutte contre la pauvreté |
| Projectile           | Tarte |
| Date                 | 17 juin 2013 |
| Lieu                 | Devant l'entrée du théâtre du Bronx, Bruxelles, Belgique                                                               |
| Événement            | Remise de prix de l'association Welzijnszorg                                                                           |
| Atteinte de la cible | Oui |

Le 17 juin 2013, Maggie De Block est victime d'un entartage alors qu'elle doit remettre un prix à une association non gouvernementale flamande active dans la lutte contre la pauvreté. En outre, une assiette de ketchup qui lui est destinée manque sa cible mais atteint toutefois un des responsables de l'ONG. De Block se retire quelques instants pour se nettoyer avant de se diriger comme prévu vers la salle. La jeune femme qui a commis l'acte aurait crié quelque chose au moment du lancé, mais ses motivations demeurent floues.

### 22 décembre 2014: Charles Michel
| Victime              | Charles Michel, Premier ministre de Belgique |
| Projectile           | Frites-mayonnaise                            |
| Date                 | 22 décembre 2014, vers 12 h                  |
| Lieu                 | Namur, Belgique                              |
| Événement            | Réunion au Cercle de Wallonie                |
| Agresseur            | Quatre militantes du mouvement LitihS        |
| Atteinte de la cible | Oui                                          |

Le 22 décembre 2014 midi, le nouveau Premier ministre belge Charles Michel entame sa prise de parole sur le thème « prendre ses responsabilités » sur les hauteurs de Namur. Quatre militantes du mouvement LitihS (provenant des Femen, mais ne s'en revendiquant pas), qui ont été présentées comme des étudiants de l'UCLouvain, lancent des frites-mayonnaise sur le ministre au cri « Austérité dehors, Michel dégage ! ». Leurs t-shirts noirs arborent par ailleurs les inscriptions « Quel social sur vos frites ? », « Michel, dégage ! ». Elles sont évacuées par le service d'ordre et publient par la suite un communiqué faisant état de leurs revendications. Le ministre, gardant une expression souriante, est revenu après s'être absenté une dizaine de minutes, le temps de changer de chemise avec une cravate : la reprise de son discours est nourrie d'applaudissements. Le Premier ministre décide de ne pas porter plainte, ce que se résout finalement à faire le Cercle de Wallonie,,,. Soulevant par leur geste des questions de sécurité, les militantes inaugurent parallèlement ce qu'il conviendrait d'appeler le premier « enfritage »,.

### 30 mars 2015: Daniel Bacquelaine
| Victime              | Daniel Bacquelaine, ministre fédéral belge des Pensions |
| Projectile           | Œufs, ketchup                                           |
| Date                 | 30 mars 2015, soir                                      |
| Lieu                 | Eupen, Belgique (50° 37′ 19″ N, 6° 02′ 23″ E)           |
| Événement            | Semaine libre                                           |
| Agresseur            | Militants de la CSC et de la FGTB                       |
| Atteinte de la cible | Oui                                                     |

Le 30 mars 2015, le ministre Daniel Bacquelaine arrive un soir vers l’hôtel Bosten à Eupen pour donner une conférence dans le cadre de la Semaine libre. Il devient alors la cible d’environ 200 militants de la Confédération des syndicats chrétiens et de la Fédération générale du travail de Belgique qui lui lancent des œufs et l’aspergent de ketchup. Des effectifs supplémentaires des forces de l’ordre sont mobilisés et la route temporairement fermée,. Contacté le lendemain matin, le secrétaire régional interprofessionnel FGTB pour la région de Verviers réagit : « C’est une chose que je comprends, mais c’est aussi un débordement, car ce n’était pas prévu. » ; il ajoute que son organisation prend « en charge le coût du nettoyage des vêtements du ministre ».

### 6 mars 2022: Georges-Louis Bouchez
| Victime              | Georges-Louis Bouchez, sénateur coopté et président du Mouvement réformateur |
| Projectile           | Farine                                                                       |
| Date                 | 6 mars 2022                                                                  |
| Lieu                 | Devant la brasserie François, Namur, Belgique (50° 27′ 51″ N, 4° 51′ 38″ E)  |
| Événement            | Brunch                                                                       |
| Atteinte de la cible | Oui                                                                          |

Le 6 mars 2022, Georges-Louis Bouchez organise un brunch « à 55 euros » à la brasserie François de Namur. Des Gilets jaunes perturbent l'évènement à la sortie et dénoncent son organisation devant la modestie des ressources de certains citoyens. L'un d'eux envoie alors de la farine à la tête de Bouchez. Ce dernier répond : « Si c’est ça votre conception de la démocratie, bravo » et « Si vous mourez vraiment de faim, vous feriez mieux de ne pas la gaspiller, la farine »,.

### 2 septembre 2023: Georges-Louis Bouchez
| Victime              | Georges-Louis Bouchez, sénateur coopté et président du Mouvement réformateur |
| Projectile           | Tarte                                                                        |
| Date                 | 2 Septembre 2023                                                             |
| Lieu                 | FNAC, Galeries Saint-Lambert, Liège, Belgique                                |
| Événement            | Séance de dédicace                                                           |
| Atteinte de la cible | Oui                                                                          |

Le 2 Septembre 2023, Georges-Louis Bouchez organise une séance de dédicace à la FNAC des Galeries Saint-Lambert à Liège. Sur le coup de 11h30, un duo composé d'un père et de son fils s'approchent pour prendre un selfie, la personne la plus agée du duo à alors sorti une tarte d'une farde et a entarté monsieur Bouchez. Cela a entrainé son appréhension par le service de sécurité sur place. Dans une vidéo filmé juste après cela, nous voyons monsieur Bouchez étalé le restant de la tarte sur la tête de la personne ayant lancé l'action.
Monsieur Bouchez à réagit auprès de SudInfo : «Je trouve que c’est dommage, car en plus, la tarte, pour ce que j’en ai goûté, était bonne… donc j’aurais préféré en manger plus que de l’avoir sur mon costume mais bon, à part faire plaisir à ma blanchisserie, je ne crois pas que ça fasse vraiment avancer le débat mais ça n’a pas empêché de continuer dans la bonne humeur la séance de dédicaces». Ajoutant qu'une plainte serais déposé

## Bolivie

### 1erdécembre 2021: Luis Fernando Camacho
| Victime              | Luis Fernando Camacho, gouverneur de Santa Cruz                                                 |
| Projectile           | Œufs, tomates                                                                                   |
| Date                 | 1er décembre 2021, vers 10 h                                                                    |
| Lieu                 | Rue La Madrid, en face la place Luis-de-Fuentas, Tarija, Bolivie (21° 32′ 01″ S, 64° 44′ 03″ O) |
| Événement            | Rencontre nationale du fédéralisme (en espagnol : Encuentro Nacional de Federalismo)            |
| Atteinte de la cible | Oui (un œuf)                                                                                    |

Le 1er décembre 2021, Luis Fernando Camacho se rend avec ses associés à une réunion sur le fédéralisme qui doit avoir lieu dans la matinée. Descendu de son pick-up noir, dans une rue longeant la place centrale de Tarija, il se retrouve au milieu d'une foule de plus d'une vingtaine de personnes, composée de nombreux sympathisants du Mouvement vers le socialisme (MAS), le parti au pouvoir. Des personnes de cette foule s'empressent de jeter des œufs et des tomates sur Camacho et ses associés, un œuf l'atteint. Le gouverneur de Santa Cruz regagne son véhicule, aidé par ses garde du corps en l'absence de forces de l'ordre : ainsi seulement quelques secondes s'écoulent après sa sortie. Son équipe et lui quittent directement les lieux,.
Nourri par les tensions, les militants poursuivent la voiture dans la rue Général-Trigo et à l'intersection des rues du 15-Avril et du Maréchal-Sucre, continuant les jets. Des insultes couplées à des agressions physiques ont également lieu entre des partisans du MAS et des citoyens sur place. Les manifestations de ce jour sont dirigées par Rubén Ramallo, ancien secrétaire exécutif du Centrale ouvrière départementale (COD), et son fils, tous deux liés au MAS. La réunion est par conséquent retardée et n'a commencé qu'à 11 h 30. Le soir, des personnes bloquent le porte de l'aéroport Capitán Oriel Lea Plaza de Tarija pour empêcher Camacho de sortir et de se rendre à son hôtel. Malgré cet empêchement, Camacho et son entourage réussissent à partir.

## Brésil

### 26 janvier 2003: José Genoino
| Victime              | José Genoino (pt), président Parti des travailleurs et député fédéral de l'État de São Paulo      |
| Projectile           | Tarte aux fraises avec de la crème chantilly                                                      |
| Date                 | 26 janvier 2003, vers 13 h 40                                                                     |
| Lieu                 | Hôtel Sheraton, Porto Alegre, Brésil (30° 01′ 24″ S, 51° 12′ 06″ O)                               |
| Agresseur            | Manifestants du mouvement Confiseurs sans frontières (en portugais : Confeiteiros sem Fronteiras) |
| Atteinte de la cible | Oui                                                                                               |

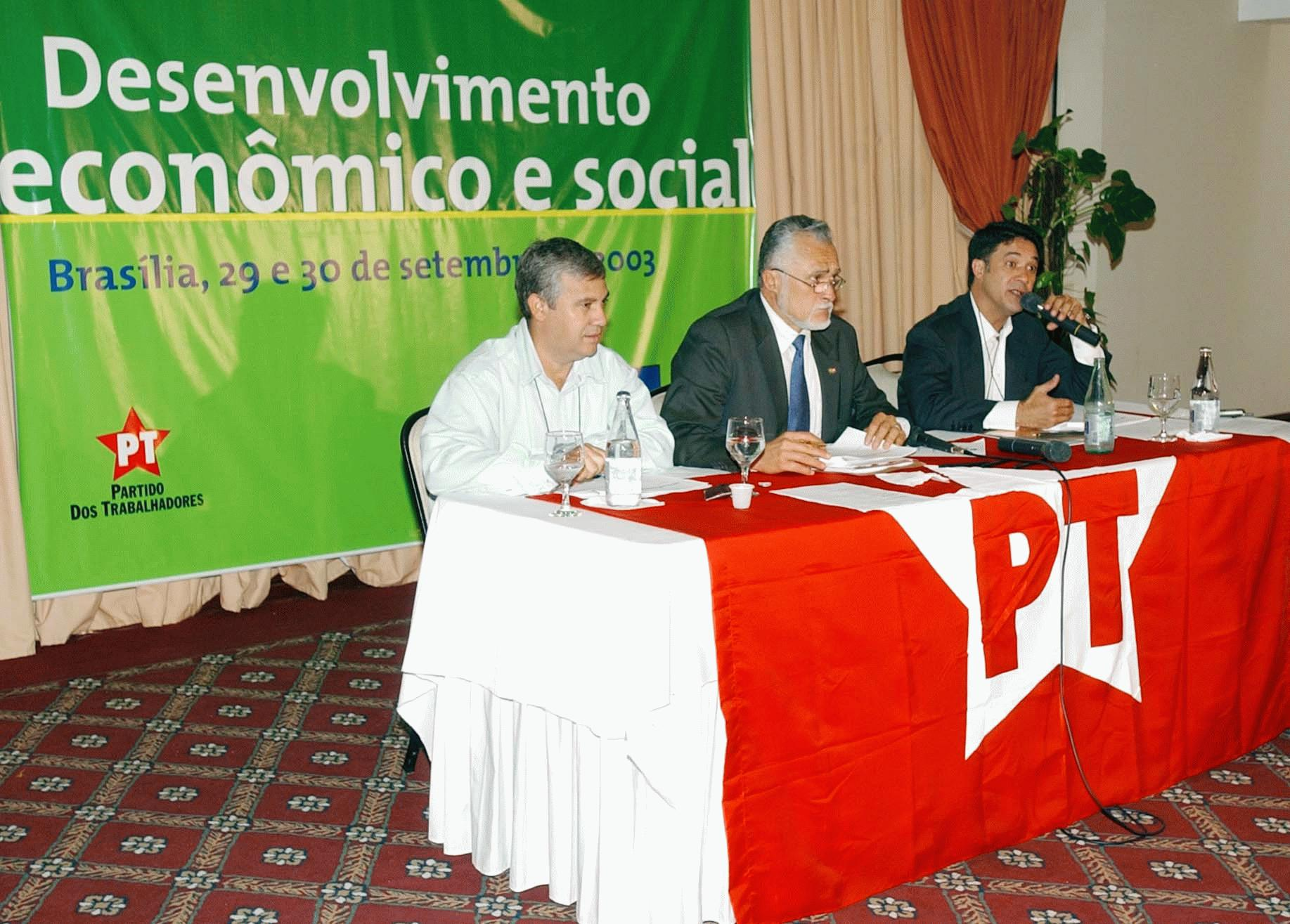
José Genoino assis à une table aux couleurs de son parti, en septembre 2003.

Le 26 janvier 2003, José Genoino venait de participer à un débat au stade Gigantinho, où il suivait sur des écrans le discours du nouveau président Luiz Inácio Lula da Silva au Forum économique mondial de Davos, en Suisse. À son issue, il convoque une conférence de presse pour commenter une proposition faite par le président ; celle-ci a lieu au quatrième étage de l'hôtel Sheraton de Porto Alegre. Genoino est assis aux côtés des secrétaires municipaux de Porto Alegre, Gerson Almeida et Adeli Sell, et on compte trente sept personnes présentes dans la salle. Parmi elles se trouve une jeune femme assise dans la deuxième rangée de chaises, à environ trois mètres de la table. Au moment où Genoino répond que le parti voulait s'immiscer dans le débat international, elle s'abaisse et sort de son sac une tarte aux fraises avec de la crème chantilly puis se lève rapidement, se dirige vers Genoino et l'écrase contre sa victime en criant « Lula ne nous représente pas à Davos. Les gens des ONG, dans la rue, oui. (en portugais : Lula não representa a gente em Davos. As pessoas das ONGs, nas ruas, representam.) ». Sur le vif, Genoino rétorque « Calmez-vous les gars ! (en portugais : Calma, pessoal!) », le visage maculé de crème fouettée. Une fois l'acte accompli, l'activiste dévale les escaliers et prend un taxi devant l'hôtel, tout en refusant de s'identifier auprès des journalistes. De son côté, Genoino enlève sa veste et nettoie son visage avec l'aide de sa femme, Rioco Kayano, puis poursuit la conférence.
La jeune femme, auteure de l'agression, porte des lunettes et a des cheveux courts, est probablement âgée entre 25 et 30 ans, et est titulaire d'une « carte de presse alternative ». Elle est alors accompagnée de deux jeunes, dont l'un enregistre l'action avec un appareil photo numérique. Ces manifestants font partie d'un mouvement qui se nomme Confiseurs sans frontières (en portugais : Confeiteiros sem Fronteiras) et qui aurait attaqué pour protester contre la visite du président Lula au Forum économique mondial.
Genoino est revenu sur l'incident en déclarant :
« Um aventureirismo. Felizmente o PT não tem nada a ver com essas manifestações de anarquia, inconsequência. Esse tipo de coisa prepara as condições para a vitória que eles estão contestando. Sinto-me honrado por ter sido agredido por defender a presença de Lula em Davos. »
« Un aventurisme. Heureusement, le PT [Parti des travailleurs] n'a rien à voir avec ces manifestations d'anarchie, sans conséquence. Ce genre de chose prépare le terrain pour la victoire qu'ils disputent. Je suis honoré d'avoir été attaqué pour avoir défendu la présence de Lula à Davos. »
Les années suivantes, et en particulier en 2018, cet incident est la cible de rumeurs circulants sur des médias sociaux comme WhatsApp selon lesquelles Genoino aurait été agressé à l'université du Massachusetts et que le fait et la vidéo auraient été censurés et cachés par la presse.

## Bulgarie

### 26 juin 2013: groupe de parlementaires
| Victime    | Groupe de parlementaires        |
| Projectile | Nourriture dont œufs et tomates |
| Date       | 26 juin 2013                    |
| Lieu       | Sofia, Bulgarie                 |

Le 26 juin 2013, des manifestants dans la capitale bulgare jettent des projectiles divers sur un groupe de parlementaires pour dénoncer les liens étroits entre le pouvoir et le monde des affaires.

## Cambodge

### 11 mai 2022: Hun Sen
| Victime              | Hun Sen, Premier ministre du Cambodge         |
| Projectile           | Chaussure                                     |
| Date                 | 11 mai 2022                                   |
| Lieu                 | Washington (district de Columbia), États-Unis |
| Événement            | Voyage officiel aux États-Unis                |
| Atteinte de la cible | Non                                           |

Le 11 mai 2022, en visite officielle dans la capitale étatsunienne, le Premier ministre cambodgien Hun Sen est victime d'un lancer de chaussure, qui ne semble cependant l'atteindre.

## Canada

### 7 avril 2000: Bernard Landry
| Victime              | Bernard Landry, premier ministre du Québec            |
| Projectile           | Tarte à la crème                                      |
| Date                 | 7 avril 2000                                          |
| Événement            | Dîner-conférence sur l'intégration monétaire          |
| Agresseur            | Groupe d'entarteurs dont Noël Godin et Patrick Robert |
| Atteinte de la cible | Partiellement                                         |

Le 7 avril 2000, Bernard Landry est à un dîner-conférence lorsqu'un groupe d'entarteurs dont Noël Godin et Patrick Robert tentent de l'entarter. Cette attaque se solde plutôt par un échec dans l'atteinte de la cible : dans leur tentative de protéger le ministre, les convives reçoivent l'essentiel du gâteau, seule une partie atterrissant sur la manche de la veste de Landry.

### août 2000: Jean Chrétien
| Victime              | Jean Chrétien, premier ministre |
| Projectile           | Tarte à la crème                |
| Date                 | août 2000                       |
| Lieu                 | Charlottetown, Canada           |
| Événement            | Festival                        |
| Agresseur            | Evan Brown                      |
| Atteinte de la cible | Oui                             |

En août 2000, de passage à un festival à Charlottetown, Jean Chrétien se mêle au public et salue des personnes. Un homme l'apporche et l'entarte. Le premier ministre, tout dégoulinant de crème, se penche et regarde autour de lui pendant un instant avant que des adjoints ne l'emmènent à l'écart pour lui permettre de se nettoyer. Quelques minutes plus tard, il ressort et reprend sa tournée du festival. Devant un groupe de partisans, il plaisante alors « Vous avez une drôle de façon de servir les tartes ces jours-ci, a-t-il lancé, déclenchant l'hilarité générale. Je n'ai pas si faim que cela. ».
L'agresseur, Evan Brown, qui se dit membre de la P.E.I. Pie Brigade (Brigade de la tarte de l'I.-P.-É.), explique vouloir manifester pour une réforme sociale en faveur des étudiants et des pauvres et dénoncer l'appui au Fonds monétaire international et aux multinationales. Arrêté et emmené par des policiers, il lance « Il faut que le gouvernement soit placé devant ses responsabilités. Ce n'est sûrement pas le cas dans ce pays. ». Alors âgé de 24 ans, il plaide coupable en avril 2001 et écope de 30 jours de prison et d'un dédommagement de 50 dollars à Chrétien. Il considère toutefois son attaque comme un « geste pacifique de protestation politique ».

### 7 juillet 2003: Ralph Klein
| Victime              | Ralph Klein, Premier ministre de l'Alberta |
| Projectile           | Tarte à la crème de banane                 |
| Date                 | 7 juillet 2003                             |
| Lieu                 | Calgary, Canada                            |
| Événement            | Déjeuner annuel au Stampede de Calgary     |
| Agresseur            | Christopher Geoghegan                      |
| Atteinte de la cible | Oui                                        |

Le 7 juillet 2003, Ralph Klein préside le déjeuner annuel à l'occasion du Stampede de Calgary qui a lieu dans la plus grande ville de la province de l'Alberta. Il entame son discours adressé à la foule et au moment de faire l'éloge de son ministre de l'Agriculture Shirley McClellan (en), un homme âgé d'une vingtaine d'années lui étale solidement une tarte à la crème de banane au visage. L'auteur de l'agression tente de s'enfuir sous les exclamations des participants mais est rapidement intercepté par plusieurs d'entre eux et immobilisé par les agents de sécurité.
Bien que Klein ait partagé quelques signes de frustration, il ne semble pas être troublé par cette attaque et sourit en s'essuyant avec les doigts tout en lançant « Ça goûte plutôt bon ». Il s'éclipse pour une douche puis interrogé par des journalistes sur place, il déclare « Ouais, ça fait mal parce qu'il m'a giflé au visage... Il est arrivé subitement et m'a frappé. (en anglais : Yeah, it hurt because he slapped me in the face... He came right up and whacked me.) » et « Vous ne pouvez pas laisser des gens comme ça s'en tirer avec des choses comme ça parce que si c'est une tarte aujourd'hui, ça pourrait être autre chose demain. (en anglais : You can't let people like this get away with stuff like that because if it's a pie today, it could be something else tomorrow.) ». Le soir même, la police inculpe trois hommes d'un chef d'accusation,,.
Le 20 septembre 2004, l'entarteur Christopher Geoghegan, âgé de 25 ans, est condamné à 30 jours de prison, 40 heures de travaux d'intérêt général et trois mois de probation. Il reçoit également l'ordre de se tenir à l'écart de Klein et des membres de sa famille ainsi que de rester à au moins deux pâtés de maisons du domicile du premier ministre et du bureau de Calgary. En outre, les charges contre deux autres étudiants qui ont été arrêtés, âgés de 19 et 20 ans, sont abandonnées. Une procédure d'appel est lancée mais est rejetée, bien que l'avocat de Geoghegan ait argué d'une différence de traitement entre une personnalité politique et une personne lambda.

### 25 janvier 2010: Gail Shea
| Victime              | Gail Shea, ministre des Pêches et des Océans                      |
| Projectile           | Tarte à la crème                                                  |
| Date                 | 25 janvier 2010                                                   |
| Lieu                 | Centre canadien des eaux intérieures, Burlington, Ontario, Canada |
| Événement            | Discours pour l'Installation de recherche sur la vie aquatique    |
| Agresseur            | Emily McCoy                                                       |
| Atteinte de la cible | Oui                                                               |

Le 25 janvier 2010, la ministre Gail Shea prononce un discours au Centre canadien des eaux intérieures. Une new-yorkaise assise au premier rang se lève à un moment et lui étale une tarte à la crème sur le visage.

### 27 septembre 2019: Justin Trudeau
| Victime              | Justin Trudeau, premier ministre                                                                          |
| Projectile           | Œufs |
| Date                 | 27 septembre 2019                                                                                         |
| Lieu                 | Intersection de la rue Sherbrooke et de l'avenue du Parc, Montréal, Canada (45° 30′ 30″ N, 73° 34′ 17″ O) |
| Événement            | Marche pour le climat                                                                                     |
| Atteinte de la cible | Non |

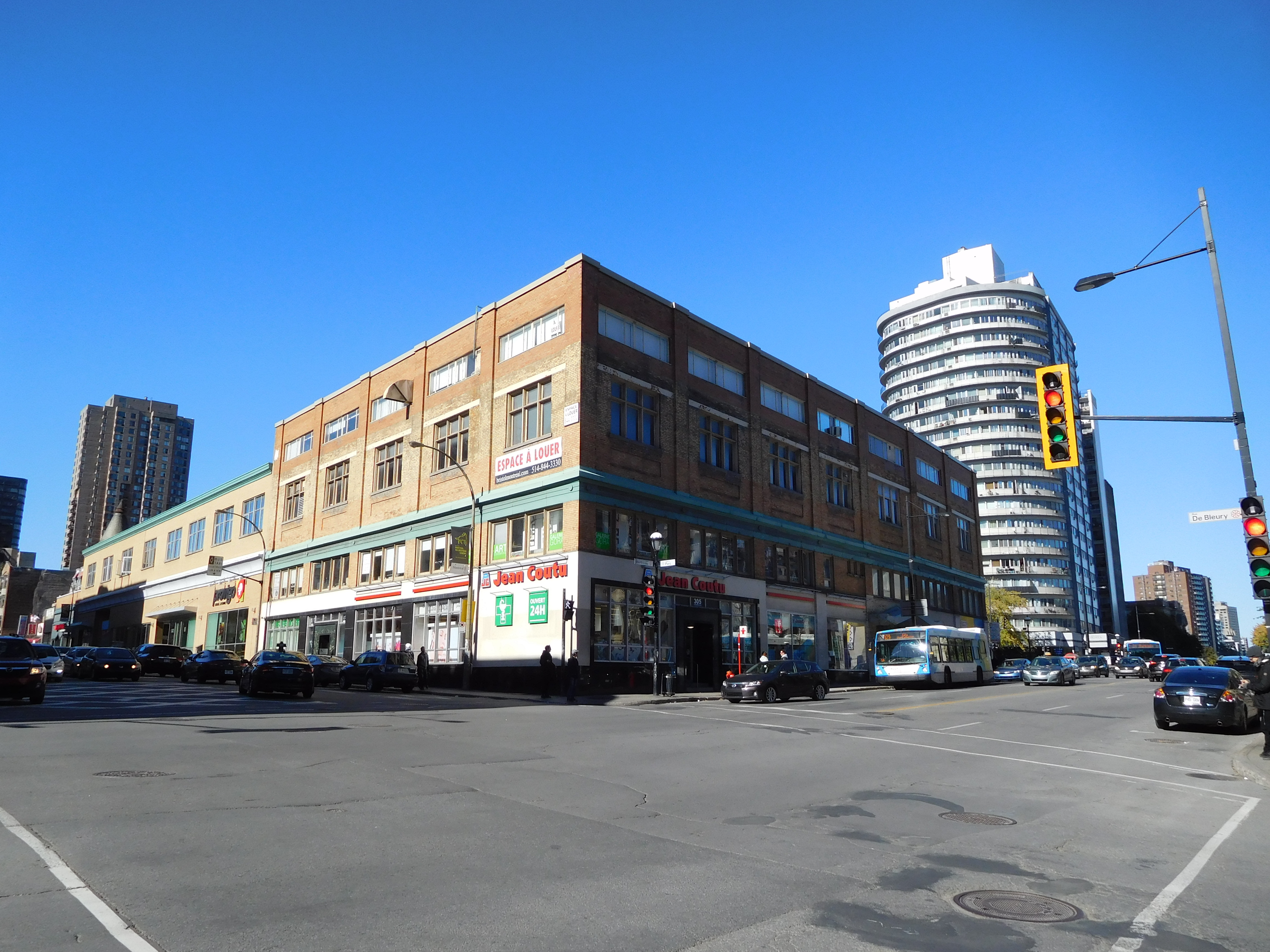
Intersection de l'avenue du Parc (à gauche) et de la rue Sherbrooke (à droite).

Le 27 septembre 2019, Justin Trudeau participe à une marche pour le climat à Montréal, en septembre 2019. Mêlé au cortège qui avance vers le nord dans la rue Sherbrooke, un individu lance une douzaine d'œufs dont aucun n'atteint le premier ministre. Il est immédiatement maîtrisé à terre et arrêté par des policiers assurant la sécurité,,.

### 6 septembre 2021: Justin Trudeau
| Victime    | Justin Trudeau, premier ministre              |
| Projectile | Gravier                                       |
| Date       | 6 septembre 2021                              |
| Lieu       | London, Ontario, Canada                       |
| Événement  | Campagne pour les élections fédérales de 2021 |

Le 6 septembre 2021, le premier ministre Justin Trudeau, alors qu'il s'apprête à monter dans son bus de campagne à London, reçoit du gravier de la part de manifestants en colère. À noter que la campagne de Trudeau a déjà été marquée par plusieurs manifestations.

## Corée du Sud

### 3 juin 1999: Kim Young-sam
| Victime              | Kim Young-sam, ancien président de la République                     |
| Projectile           | Œufs remplis de peinture                                             |
| Date                 | 3 juin 1999, vers 10 h 45                                            |
| Lieu                 | Terminal 2 de l'aéroport international de Gimpo, Séoul, Corée du Sud |
| Agresseur            | Park Eui-jeong                                                       |
| Atteinte de la cible | Oui                                                                  |

Le 3 juin 1999, l'ancien président Kim Young-sam se rend à l'aéroport international de Gimpo. Sur le parking, il commence à serrer les mains au milieu d'une foule d'une centaine de personne. À ce moment, un homme à un mètre de lui, lance des œufs remplis de peinture rouge sur lui. Kim se baisse en silence, laissant ses gardes du corps opérer ; il rejoint sa voiture et retourne dans le dong de Sangdo (ko). L'agresseur, Park Eui-jeong, aurait planifié son attaque un mois à l'avance,.

### 2 août 2002: Lee Hoi-chang
| Victime              | Lee Hoi-chang, ancien Premier ministre et candidat à l'élection présidentielle de 2002 |
| Projectile           | Œufs                                                                                   |
| Date                 | 2 août 2002, vers 15 h 10                                                              |
| Lieu                 | Gwangju, Corée du Sud                                                                  |
| Atteinte de la cible | Non                                                                                    |

Le 2 août 2002, Lee Hoi-chang participe à un rassemblant de son parti en vue de l'élection présidentielle. Des jeunes lancent une dizaine d'œufs qui atterrissent à une vingtaine de mètres derrière le podium, le candidat arrivant deux à trois minutes plus tard,.

### 13 novembre 2002: Roh Moo-hyun
| Victime              | Roh Moo-hyun, candidat à l'élection présidentielle de 2002 |
| Projectile           | Œuf                                                        |
| Date                 | 13 novembre 2002, après-midi                               |
| Lieu                 | Île de Yeoui, Séoul, Corée du Sud                          |
| Événement            | Convention nationale des agriculteurs                      |
| Atteinte de la cible | Oui                                                        |

Le 13 novembre 2022, Roh Moo-hyun prononce un discours à la Convention nationale des agriculteurs. Un opposant à l'accord de libre-échange entre la Corée du Sud et le Chili lui lance un œuf qui atterrit sur son menton et sa bouche, l'obligeant à se couvrir le visage avec la main,.

### 13 novembre 2007: Lee Hoi-chang
| Victime              | Lee Hoi-chang, ancien Premier ministre et candidat à l'élection présidentielle de 2007 |
| Projectile           | Œufs                                                                                   |
| Date                 | 13 novembre 2007, vers 15 h 15                                                         |
| Lieu                 | Daegu, Corée du Sud                                                                    |
| Atteinte de la cible | Oui                                                                                    |

Le 13 novembre 2007, Lee Hoi-chang, de nouveau candidat à la présidentielle mais cette fois sans étiquette, se rend à un marché traditionnel à Daegu. Entre deux allées, un employé accourre et lance quatre œufs préparés à l'avance : l'un touche une femme aux côtés de Lee, mais l'éclatement d'un autre réussit à atteindre ce dernier au front. Le candidat déclare à ce sujet : « Je pense que la personne qui a jeté l'œuf l'a fait par amour et par haine. J'espère qu'ils mèneront une enquête approfondie mais ne le puniront pas. ». Parallèlement, la veille, son bureau électoral reçoit une menace de mort par téléphone,.

### 3 décembre 2007: Lee Hoi-chang
| Victime              | Lee Myung-bak, candidat à l'élection présidentielle de 2007 |
| Projectile           | Œuf                                                         |
| Date                 | 3 décembre 2007                                             |
| Lieu                 | Uijeongbu, Corée du Sud                                     |
| Atteinte de la cible | Oui                                                         |

Le 13 novembre 2007, Lee Myung-bak est en visite à Uijeongbu dans le cadre de sa campagne présidentielle. Un œuf, lancé par une personne qui crie « Lee Myung-bak, qui est corrompu et malhonnête, doit démissionner », atterit sur ses vêtements. Un de ses collaborateurs, Jeong Tae-geun, l'aide à l'essuyer.

### 15 juillet 2016: Hwang Kyo-ahn
| Victime    | Hwang Kyo-ahn, Premier ministre                                               |
| Projectile | Œufs, bouteilles d'eau                                                        |
| Date       | 15 juillet 2016                                                               |
| Lieu       | Seongju, Corée du Sud                                                         |
| Événement  | Visite en vue de l'installation d'un système de défense antimissile américain |

Le 15 juillet 2016, le Premier ministre Hwang Kyo-ahn se rend dans le district de Seongju dans un site prévu pour l'installation d'un système de défense antimissile américain. Il est cependant accueilli par des villageois en colère qui lui lancent œufs et des bouteilles d'eau, forçant son retrait dans les quartiers généraux du district,.

### 5 mars 2021: Lee Nak-yon
| Victime              | Lee Nak-yon, président du Parti démocrate |
| Projectile           | Œufs                                      |
| Date                 | 5 mars 2021                               |
| Lieu                 | Chuncheon, Corée du Sud                   |
| Événement            | Visite d'un marché traditionnel           |
| Atteinte de la cible | Oui (par un œuf sur trois)                |

Le 5 mars 2021, Lee Nak-yon, président du Parti démocrate et vu comme un potentiel candidant pour l'élection présidentielle de 2022, visite un marché traditionnel à Chuncheon. Il y est pris à partie par une femme qui lance trois œufs dans sa direction : l'un d'eux éclate en plein sur la joue de l'homme ciblé, un autre touchant un partisan à côté. Cette cinquantenaire motive son passage à l'acte pour protester contre l'installation du nouveau parc Legoland Korea Resort (en) que la victime approuve, mais qui menerait à la destruction d'un site patrimonial,,.

### 20 mars 2025: Back Hye-ryun et Lee Geon-tae
| Victime              | Back Hye-ryun (en) et Lee Geon-tae (ko), députés                                    |
| Projectile           | Œuf                                                                                 |
| Date                 | 20 mars 2025                                                                        |
| Lieu                 | Séoul, Corée du Sud                                                                 |
| Événement            | Décision de la Cour constitutionnelle sur la destitution du président Yoon Suk-yeol |
| Atteinte de la cible | Oui                                                                                 |

Le 20 mars 2025, lors d’une conférence de presse organisée devant la Cour constitutionnelle à Séoul, les députés d’opposition Back Hye-ryun (en) et Lee Geon-tae (ko) sont visés par des jets d’œufs en pleine intervention publique. L’agression survient alors que les parlementaires du Parti démocrate (DP) appellent à la destitution du président Yoon Suk-yeol, récemment suspendu de ses fonctions. Les projectiles, lancés depuis l’autre côté de la voie publique, atteignent notamment la députée Back Hye-ryun au niveau du front, l’obligeant à interrompre sa déclaration. Selon les autorités, l’auteur des faits n’a pas été immédiatement identifié, bien que les éléments recueillis laissent supposer l’implication de partisans du président, présents aux abords du tribunal dans le cadre de manifestations de soutien. En réaction, la police métropolitaine de Séoul met en place un groupe de travail spécifique pour instruire l’affaire et renforcer la sécurité autour de la Cour. L’incident s’inscrit dans un climat de tensions accrues entre les partisans et les opposants au chef de l’État, au moment où la juridiction constitutionnelle est appelée à statuer sur sa destitution,,.

## Espagne

### 27 octobre 2011: Yolanda Barcina
| Victime              | Yolanda Barcina, présidente de la communauté forale de Navarre |
| Projectile           | Tarte                                                          |
| Date                 | 27 octobre 2011, dans l'après-midi                             |
| Lieu                 | Locaux du conseil régional de Midi-Pyrénées, Toulouse, France  |
| Événement            | Réunion de la Communauté de travail des Pyrénées               |
| Atteinte de la cible | Oui                                                            |

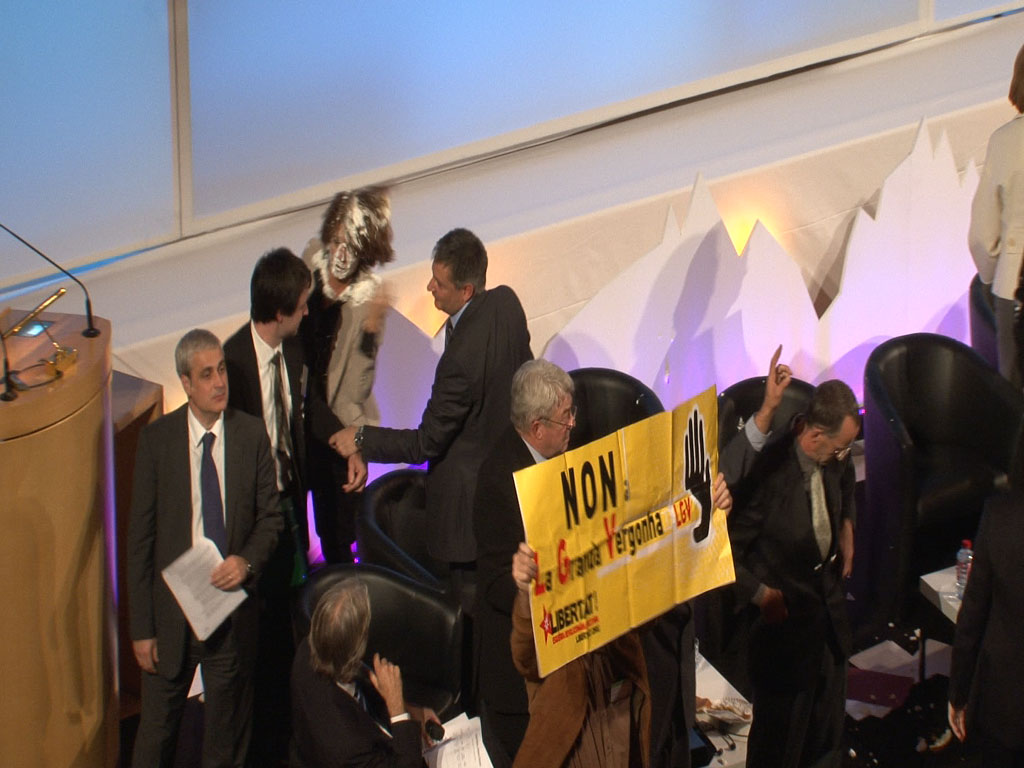
Yolanda Barcina recouverte des restes de la tarte juste après l'incident, protégées par les autres intervenants.

Le 27 octobre 2011, Yolanda Barcina participe à une réunion d'un organisme interrégional de coopération transfrontalière à Toulouse et est assise parmi les intervenants. Des militants protestant contre le projet de LGV transpyrénéenne perturbent l'événement. Un d'eux arrive à pénétrer dans les lieux et à entarter Barcina au visage. L'incident entraîne la suspension de la rencontre, oblige Barcina à quitter la salle et prendre une douche, après quoi la réunion est reprise,.

## États-Unis

### 30 août 1948: Henry Wallace
| Victime    | Henry Wallace, ancien vice-président et candidat à l'élection présidentielle de 1948 |
| Projectile | Œufs et tomates                                                                      |
| Date       | 30 août 1948                                                                         |
| Lieu       | Burlington, Caroline du Nord, États-Unis                                             |

Le 30 août 1948, Henry Wallace, candidat pour le Parti progressiste, se rend à Burlington (Caroline du Nord). Il y est pris à partie par des manifestants qui lui jettent des œufs et des tomates. Visiblement agacé, il s'élance dans la foule pour saisir un homme par le bras, qu'il agite vigoureusement.

### 4 septembre 2003: Arnold Schwarzenegger
| Victime              | Arnold Schwarzenegger, candidat aux élections pour le poste de gouverneur de Californie (en) |
| Projectile           | Œuf                                                                                          |
| Date                 | 4 septembre 2003                                                                             |
| Lieu                 | Long Beach, Californie, États-Unis                                                           |
| Événement            | Discours de campagne                                                                         |
| Atteinte de la cible | Oui                                                                                          |

Le 4 septembre 2003, Arnold Schwarzenegger, personnalité publique candidate pour le poste de gouverneur de Californie, reçoit un œuf avant de prononcer un discours de campagne. Il revient plus tard sur cet incident avec humour — « This guy owes me bacon now » (français : Ce gars me doit du bacon maintenant) — et affirme que cela fait partie de la liberté d'expression (« This is all part of free speech. »),.

### 14 décembre 2008: George W. Bush
| Victime              | George W. Bush, président                        |
| Projectile           | Paire de chaussures                              |
| Date                 | 14 décembre 2008                                 |
| Lieu                 | Palais du premier ministre irakien, Bagdad, Irak |
| Événement            | Conférence de presse                             |
| Agresseur            | Mountazer al-Zaïdi                               |
| Atteinte de la cible | Non                                              |

Le 14 décembre 2008, au cours d'une conférence de presse en Irak, le journaliste irakien Mountazer al-Zaïdi lance ses deux chaussures, l'une après l'autre, en direction du président étasunien George W. Bush, qui réussit à les esquiver. Au lancer de la seconde chaussure, le Premier ministre irakien Nouri al-Maliki, se tenant à gauche de Bush, tend sa main pour tenter de protéger son homologue.
L'agresseur se rend mondialement célèbre pour cet acte et est condamné à trois ans de prison en mars 2009, peine réduite à un an en appel.

### 16 novembre 2011: Hillary Clinton
| Victime              | Hillary Clinton, secrétaire d'État |
| Projectile           | Œufs, divers objets                |
| Date                 | 16 novembre 2011, vers 14 h 45     |
| Lieu                 | Manille, Philippines               |
| Événement            | Voyage officiel aux Philippines    |
| Atteinte de la cible | Non                                |

Le 16 novembre 2011, Hillary Clinton est en voyage aux Philippines et se rend du palais de Malacañan (résidence officielle du président philippin) à une autre localisation. Son cortège véhiculé traverse une foule d'une quarantaine-cinquantaine de manifestants, certains lancent des œufs, de la peinture (Mark Toner (en) affirmait que c'est une balle de paintball, mais il est plus probable que ce soit un ballon rempli de peinture) et peut-être même des pierres. La voiture qui transporte Clinton n'est cependant pas touchée et aucun blessé n'est à déplorer.

### 10 avril 2014: Hillary Clinton
| Victime              | Hillary Clinton                              |
| Projectile           | Chaussure                                    |
| Date                 | 10 avril 2014                                |
| Lieu                 | Las Vegas, Nevada, États-Unis                |
| Événement            | Discours d'ouverture du congrès de Las Vegas |
| Atteinte de la cible | Oui                                          |

Le 20 avril 2014, Hillary Clinton prononce un discours lors d'un événement à Las Vegas. Une femme du public lui lance une chaussure, que Clinton réussit à esquiver tout en poursuivant son intervention,.

### 8 septembre 2021: Larry Elder
| Victime              | Larry Elder, candidat à l'élection gouvernorale révocatoire de 2021 en Californie |
| Projectile           | Œuf                                                                               |
| Date                 | 8 septembre 2021                                                                  |
| Lieu                 | Venice, Los Angeles, Californie, États-Unis                                       |
| Événement            | Visite d'un camp de sans-abris                                                    |
| Atteinte de la cible | Non mais de peu                                                                   |

Le 8 septembre 2021, Larry Elder en campagne visite un camp de sans-abris à Venice. Une femme avec un masque de gorille aux cheveux roses lui jette un œuf qui rate de peu la tête du candidat. Le port de ce masque lié à la couleur de peau d'Elder reflèterait une dimension raciste de l'attaque.

## Géorgie

### août 2009: Mikheil Saakachvili
| Victime              | Mikheil Saakachvili, président                      |
| Projectile           | Chaussure                                           |
| Date                 | août 2009                                           |
| Lieu                 | Plage non loin de Ganarjiis-Moukhouri (en), Géorgie |
| Atteinte de la cible | Oui (controversé)                                   |

En août 2009, selon l'organe de presse local Alia, un homme aurait jeté une chaussure sur la tête du président Mikheil Saakachvili quand celui-ci était interviewé par des journalistes. L'agresseur se serait enfui et les gardes n'auraient pas réussi à le rattraper. Le service de presse du président a ultérieurement démenti ces faits.

## Grèce

### 7 juin 2012: Réna Doúrou
| Victime              | Réna Doúrou, députée au Parlement grec      |
| Projectile           | Eau                                         |
| Date                 | 7 juin 2012                                 |
| Lieu                 | Studio de la chaîne ANT1                    |
| Événement            | Émission Proino ANT1                        |
| Agresseur            | Ilías Kassidiáris, député au Parlement grec |
| Atteinte de la cible | Oui                                         |

Le 7 juin 2012, lors du tournage diffusé en direct de l'émission matinale Proino ANT1 présentée par Giorgos Papadakis (el), les esprits s'échauffent entre plusieurs députés sur le plateau de télévision. Le porte-parole du parti Aube dorée, Ilías Kassidiáris, tout récemment élu député, lance de l'eau depuis son verre sur la députée Réna Doúrou du parti SYRIZA. Présente également sur le plateau, Liána Kanélli tente d'intervenir et jette un journal : elle est alors frappée par Kassidiáris. Ce dernier est enfermé dans une chambre du studio, mais réussit à s'échapper en brisant une porte. Les autres partis politiques condamnent ses actes et une enquête est lancée à son encontre,.

## Guatemala

### 14 janvier 2014: Roxana Baldetti
| Victime              | Roxana Baldetti, vice-présidente de la République du Guatemala                                            |
| Projectile           | Chaux |
| Date                 | 14 janvier 2014                                                                                           |
| Lieu                 | Grande Salle du centre culturel Miguel-Ángel-Asturias (es), ville de Guatemala, Guatemala                 |
| Événement            | Cérémonie de présentation du rapport sur la deuxième année de gouvernement du président Otto Pérez Molina |
| Agresseur            | Cristal Cotton Florián, Geraldine Yvette del Cid                                                          |
| Atteinte de la cible | Oui |

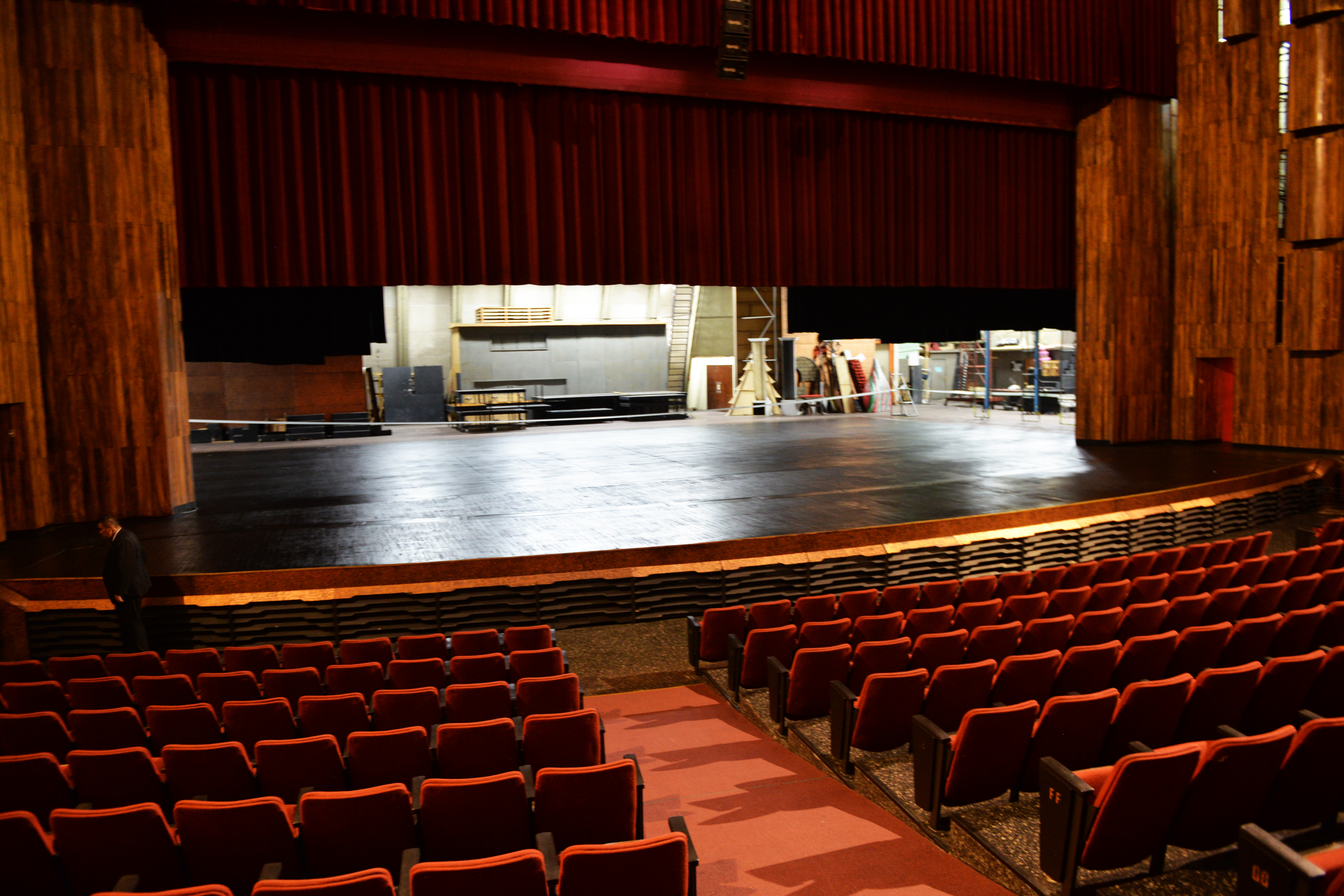
Grande Salle du centre culturel Miguel-Ángel-Asturias.

Le 14 janvier 2014, Roxana Baldetti participe au rapport de la deuxième année du gouvernement du président Otto Pérez Molina, au centre culturel Miguel-Ángel-Asturias dit Théâtre national, dans la capitale. Au moment de quitter la Grande Salle en remontant par ses marches, deux femmes — Cristal Cotton Florián (18 ans), Geraldine Yvette del Cid (19 ans) — qui se trouvent à une place privilégiée, lui jettent de la poudre blanche.
Baldetti est soignée dans une salle sur scène avant d'être transférée au centre d'assistance. La première agresseuse est arrêtée dans le hall ; la deuxième, à l'extérieur, avant qu'elle ne rejoigne le pick-up dans lequel se trouvent deux hommes — José Miguel Hernández Andrés (22 ans) et Fernando Rodríguez Aquino (21 ans) — qui attendent la fuite de deux femmes, ces derniers également arrêtés. Cotton Florián assure avoir jeté la poudre sous couvert de liberté d'expression.
D'après le ministre de l'Intérieur, Mauricio López Bonilla (es), des bombes pyrotechniques sont retrouvées dans leur voiture ainsi que six cartouches de calibre 9 mm, des cagoules (comparables à celles de manifestants présents devant le théâtre avant la séance plénière) ainsi que des sachets de poudre blanche et de marijuana. Les détenus sont conduits au palais de justice de Guatemala (es) où les femmes reconnaissent avoir jeté la poudre sur la vice-présidente. Cotton Florián déclare avoir été engagée par un membre du parti Liberté démocratique renouvelée (es) (LIDER).
Parallèlement, le médecin de Baldetti, Marco Vinicio Flores, affirme qu'elle a une forme de bronchite, une insuffisance respiratoire et une conjonctivite. Elle passe ainsi la nuit au centre médial, dans la zone 10. Le président Pérez Molina lui rend visite à Baldetti et condamne par la suite l'attaque la décrivant comme un « fait lâche (en espagnol : hecho cobarde) ». Karlos de León, commanditaire prétendu par Cotton Florián, attaqué par le président, nie son implication dans l'attaque qu'il qualifie toutefois d'« acte héroïque qui montre le mécontentement du peuple » et se dresse en tant que bouc émissaire du gouvernement. En plus des quatre détenus ayant attaqué Baldetti, neuf autres personnes cagoulées ayant pris part à la manifestation devant le Théâtre national sont arrêtées.
Un échantillon de la poudre est en outre envoyé, dans les heures qui suivent, pour analyse toxicologique au laboratoire de physique-chimie de l'Institut national des sciences médico-légales (INACIF),. L'expertise confirme (d'abord dans les cercles restreints du ministère public dès le lendemain de l'attaque et par la suite publiquement) que la poudre a été de la chaux.
Cotton Florián est condamnée en avril de la même année par le cinquième tribunal pénal de première instance à cinq ans de prison commuable — peine minimale pour le délit d'attentat contre des agents publics (en espagnol : Atentando Contra Funcionarios Públicos) — avec amende de cinq quetzals par jour pour la durée de la peine, soit environ 9 125 quetzals au total. On interdit également aux deux impliqués dans les événements de s'approcher à nouveau de Baldetti.

### 14 janvier 2020: Jimmy Morales
| Victime    | Jimmy Morales, tout juste ex-président de la république du Guatemala |
| Projectile | Œufs et objet en plastique                                           |
| Date       | 14 janvier 2020                                                      |
| Lieu       | Guatemala, Guatemala                                                 |

Le 14 janvier 2020, alors que son mandat présidentiel a échu il y a quelques heures et qu'il tente d'avoir un siège au parlement régional pour s'immuniser contre de potentiels poursuites, Jimmy Morales reçoit de manifestants des jets d'œufs et un objet en plastique.

## Hongrie

### 21 mars 1910: Károly Khuen-Héderváry et Béla Serényi
| Victimes             | Károly Khuen-Héderváry, premier ministre du royaume de Hongrie, et Béla Serényi (hu), ministre de l'Agriculture (hu) |
| Projectile           | Livres et encriers                                                                                                   |
| Date                 | 21 mars 1910, matin                                                                                                  |
| Lieu                 | Parlement hongrois, Budapest, Hongrie                                                                                |
| Événement            | Séance parlementaire du 21 mars 1910                                                                                 |
| Atteinte de la cible | Oui |

Le 21 mars 1910, l'Assemblée est réunie pour la lecture d'une lettre du roi annonçant la dissolution de cette législature. L'annonce est accueillie dans un vacarme et les députés accusent Károly Khuen-Héderváry d'illégalité. La séance est suspendue. L'opposition s'emporte de nouveau à la reprise, le comte Khuen-Héderváry se repporte aux sténographes pour faire entendre sa voix, mais ce geste est pris pour une provocation, en particulier par quelques députés du Parti de l'indépendance mené par Gyula Justh (hu) qui quittent les bancs et lui jettent des gros livres ainsi que des encriers dont l'un pèse trois kilogrammes. Ce dernier le blesse lourdement au front, le comte Khuen-Hédervár en prend toutefois le couvercle et déclare le conserver en souvenir. Le ministre Béla Serényi (hu), tentant de protéger la première victime, reçoit également plusieurs projectiles à la tête.

## Inde

### 16 mai 2019: Kamal Haasan
| Victime    | Kamal Haasan, fondateur du parti Makkal Needhi Maiam (en) (Centre de justice populaire) |
| Projectile | Pierres et œufs                                                                         |
| Date       | 16 mai 2019                                                                             |
| Lieu       | Aravakurichi (en), Tamil Nadu, Inde                                                     |
| Événement  | Rassemblement politique du parti                                                        |

Le 16 mai 2019, après avoir prononcé un discours à un rassemblement politique de son parti, l'acteur Kamal Haasan essuie des jets de pierres et d'œufs. Les deux suspects sont maintenus par les cadres du parti avant d'être pris en charge par des forces de l'ordre. Haasan a en effet déclenché durant la semaine une polémique en affirmant que « le premier extrémiste de l'Inde libre était un hindou ». La veille, il a ainsi subi des jets de chaussures vers le véhicule à partir duquel il s'adresse, à Thiruparankundram (en),.

### 28 février 2023: Revanth Reddy
| Victime    | Revanth Reddy (en), président du Comité du congrès (en) de Telangana et député (en) au Lok Sabha |
| Projectile | Œufs, tomates                                                                                    |
| Date       | 28 février 2023                                                                                  |
| Lieu       | District de Jayashankar Bhupalpally (en), Telangana, Inde                                        |
| Événement  | Padayatra (en) « Haath se Haath jodo »                                                           |

Le 28 février 2023, Revanth Reddy (en) s'adresse à une foule dans le cadre de son padayatra (en). De nombreuses personnes viennent perturber l'événement en lui envoyant des œufs et des tomates.

### 11 décembre 2023: Chandrakant Patil
| Victime              | Chandrakant Patil (en), ministre de l'Enseignement supérieur et technique du Maharashtra |
| Projectile           | Encre                                                                                    |
| Date                 | 11 décembre 2023                                                                         |
| Lieu                 | Chinchwadgaon, Pimpri-Chinchwad, Maharashtra, Inde                                       |
| Atteinte de la cible | Oui                                                                                      |

Le 11 décembre 2023, le ministre Chandrakant Patil (en), en visite à Pimpri-Chinchwad, sort du maison et est à ce moment victime d'un jet d'encre, par un homme depuis une bouteille, qui atteint son visage. La police présente à ce moment arrête l'homme ainsi que deux autres qui criaient des slogans. L'attaque intervient après que le ministre ait fait certains commentaires à l'encontre du docteur Babasaheb Ambedkar et de Mahatma Jyotiba Phule lorsqu'il était à Aurangabad,.

### 21 août 2023: Swami Prasad Maurya
| Victime              | Swami Prasad Maurya (en), conseiller législatif de l'Uttar Pradesh (en) et chef du Samajwadi Party |
| Projectile           | Chaussure                                                                                          |
| Date                 | 21 août 2023                                                                                       |
| Lieu                 | Lucknow, Uttar Pradesh, Inde                                                                       |
| Atteinte de la cible | Non                                                                                                |

Le 21 août 2023, Swami Prasad Maurya (en) est la cible d'un jet de chaussure qui ne l'atteint pas cependant. Les membres du parti maîtrisent et battent alors l'homme qui l'avait lancée et qui était portait des habits d'avocat.

## Iran

### mars 2009: Mahmoud Ahmadinejad
| Victime              | Mahmoud Ahmadinejad, président de la république islamique d'Iran |
| Projectile           | Chaussure, chapeau                                               |
| Date                 | Début mars 2009                                                  |
| Lieu                 | Ourmia, Iran                                                     |
| Événement            | Visite officielle à Ourmia                                       |
| Atteinte de la cible | Non                                                              |

En mars 2009, Mahmoud Ahmadinejad s'apprête à prononcer un discours dans un stade d'Ourmia. Son convoi traverse les rues et il salue la foule depuis le toit de sa voiture. D'après le site web iranien Urumiye News, sur la grande place, on lui aurait lancé une chaussure, sans que la sécurité ne réussisse à retrouver l'agresseur. Un chapeau aurait aussi été lancé alors que sa voiture n'accélère.

### 12 décembre 2011: Mahmoud Ahmadinejad
| Victime              | Mahmoud Ahmadinejad, président de la république islamique d'Iran |
| Projectile           | Chaussure                                                        |
| Date                 | 12 décembre 2011                                                 |
| Lieu                 | Sari, Iran                                                       |
| Atteinte de la cible | Non                                                              |

Le 12 décembre 2011, Mahmoud Ahmadinejad s'apprête à inaugurer, à Sari, un projet de logements bon marché. D'après le site Ghased News (non officiel, mais proche du président), un ouvrier du textile, licencié depuis un an, se lève et lui lance une chaussure pour montrer son mécontentement face aux allocations chômage non reçues. Le projectile ne réussit pas à atteindre le président qui l'esquive à temps,.

### février 2013: Mahmoud Ahmadinejad
| Victime              | Mahmoud Ahmadinejad, président de la république islamique d'Iran et secrétaire général du Mouvement des non-alignés |
| Projectile           | Chaussure |
| Date                 | Début février 2013                                                                                                  |
| Lieu                 | Le Caire, Égypte |
| Événement            | Voyage officiel en Égypte                                                                                           |
| Atteinte de la cible | Non |

En février 2013, Mahmoud Ahmadinejad est visé par une chaussure, un signe d'un grand irrespect au Moyen-Orient. L'objet n'atteint cependant pas la personne visée, atterrissant sur un des membres de la sécurité. L'incident est filmé par l'agence Anadolu. Le parquet indique que les auteurs sont quatre salafistes — des adeptes orthodoxes de la doctrine sunnite — s'opposant activement à la présence chiite sur le territoire égyptien et accusant l'élite politique iranienne de l'encourager ; les agresseurs sont libérés sous caution de 500 livres égyptiennes chacun,.

### 28 septembre 2013: Hassan Rohani
| Victime    | Hassan Rohani, Président de la république islamique     |
| Projectile | Œufs, pierres, chaussure                                |
| Date       | 28 septembre 2013                                       |
| Lieu       | Abords de l'aéroport de Téhéran-Mehrabad, Téhéran, Iran |
| Événement  | Retour de voyage officiel aux États-Unis                |

Le 28 septembre 2013, le président Hassan Rohani retourne depuis l'aéroport d'un voyage officiel aux États-Unis qui a permis d'établir de nouveaux terrains d'entente diplomatique. Malgré un accueil majoritairement favorable, une centaine d'intransigeants, en criant « Mort à l'Amérique », jettent des œufs et même des pierres sur sa voiture. Un homme aurait même lancé sa chaussure, un signe d'un grand irrespect dans le monde islamique.

## Irlande

### 1ernovembre 2010: Mary Harney
| Victime              | Mary Harney, ministre de la Santé et de la Jeunesse |
| Projectile           | Peinture rouge                                      |
| Date                 | 1er novembre 2010                                   |
| Lieu                 | Ballyfermot, Dublin, Irlande                        |
| Événement            | Visite des travaux d'une unité de santé mentale     |
| Agresseur            | Louise Minihan                                      |
| Atteinte de la cible | Oui                                                 |

Le 1er novembre 2010, la ministre Mary Harney visite le début des travaux d'une nouvelle unité de santé mentale pour la symbolique première pelleté de terre. Des manifestants sont venus pour protester devant la porte de l'enceinte contre les compressions budgétaires en santé et la ministre se voit alors immaculée sur son cou, ses mains et ses vêtements de peinture rouge. L'attaque n'interrompt pas la cérémonie. L'agresseuse, la conseillère municipale de Dublin (en) Louise Minihan, est condamnée en février 2011 à payer une amende de 1 500 euros, mais ayant refusé de la payer, elle est arrêtée le 18 juillet 2012 au commissariat de Ballyfermot et incarcérée à la prison de Mountjoy.

### 12 novembre 2020: Mary Harney
| Victime              | Mary Harney, ancienne ministre de la Santé et de la Jeunesse |
| Projectile           | Œufs, fromage                                                |
| Date                 | 12 novembre 2020                                             |
| Lieu                 | Hôpital de Nenagh (en), Nenagh, Irlande                      |
| Atteinte de la cible | Non                                                          |

Le 12 novembre 2020, Mary Harney se rend en visite officielle à l'hôpital de Nenagh (en). Vers l'entrée, une trentaine de manifestants tiennent des pancartes et crient des slogans alors que la voiture ministérielle franchit les portes de l'établissement. Ces derniers affirment en effet que la ministre a conduit une rétrogradation des services à Nenagh. Des œufs et du fromage sont lancés sur la voiture et un œuf s'écrase même sur un journaliste de Raidió Teilifís Éireann présent sur place pour couvrir la visite. Lorsque la ministre sort de la voiture devant la porte de l'hôpital, les manifestants crient « bloody Mary » en français : « Marie la Sanglante » (probable référence à Bloody Mary) et « you've got blood on your hands » en français : « vous avez du sang sur les mains ».
La ministre déclare après faits qu'elle « n'était pas au courant » de ce qui avait été jeté sur sa voiture et argumentera même « I don't get upset, no. I've had other things thrown at me that were probably worse. » en français : « Je ne me fâche pas, non. J'ai eu d'autres choses jetées sur moi qui ont probablement été pires », ce qui ferait référence à un incident à Dublin la semaine d'avant, au cours duquel de la peinture a été jetée sur elle,.

### 4 janvier 2023: Anne Rabbitte et Ciarán Cannon
| Anne Rabbitte TD | Twitter |
| @AnneRabbitte    |         |

(en) Attended a meeting tonight and a bag of sh.t thrown a me and my government colleague !!!
         

            J'ai assisté à une réunion ce soir et un sac de merde a été lancé sur moi et mon collègue du gouvernement !!!
        

        2023-01-04

| Victimes   | Anne Rabbitte, secrétaire d'État, et Ciarán Cannon, Teachta Dála |
| Projectile | Deux sacs de bouse                                               |
| Date       | 4 janvier 2023                                                   |
| Lieu       | Gort, comté de Galway, Irlande                                   |
| Événement  | Réunion publique                                                 |

Le 4 janvier 2023, les Teachtaí Dála Anne Rabbitte et Ciarán Cannon assistent à réunion publique dans la ville de Gort organisée par le groupe Gort BioGas Concern. Un homme jette alors deux sacs de bouse de vache sur eux. Il refuse alors de s'excuser pour son geste,,.

## Islande

### 8 décembre 2023: Bjarni Benediktsson
| Victime              | Bjarni Benediktsson, ministre des Affaires étrangères et de la Coopération                 |
| Projectile           | paillettes rouges                                                                          |
| Date                 | 8 décembre 2023                                                                            |
| Lieu                 | Maison de Vigdís, Reykjavik, Islande                                                       |
| Événement            | Rassemblement pour le 75e anniversaire de la Déclaration universelle des droits de l'homme |
| Atteinte de la cible | Oui                                                                                        |

Le 8 décembre 2023, le ministre Bjarni Benediktsson participe à un rassemblement pour le 75e anniversaire de la Déclaration universelle des droits de l'homme à Reykjavik. Au moment où il s'apprête à prendre la parole sur scène, une femme l'approche et verse des paillettes rouges sur lui. Elle est accompagnée par plusieurs autres manifestants qui se lèvent et déployent une banderole exigeant que l'Islande rompe tous ses liens politiques avec Israël et impose un embargo relativement à la guerre que ce dernier mène contre le Hamas,. Dans une publication sur Facebook, le lendemain, il déclare notamment « Beaucoup de ceux qui ont assisté à l'événement d'hier ont été vus à la résidence du ministre, où se déroulent les réunions du gouvernement. Là, vous apprenez que vous êtes un tueur d'enfants sur le chemin du travail. La liberté d’expression est importante et se réunir pour discuter de questions spécifiques est un droit fondamental. Cependant, je suis contre les actes de vandalisme et je crois que la société s'en sortira mieux si nous respectons tous ses règles du jeu ».

## Israël

### décembre 2013: Ahmed Tibi
| Victime              | Ahmed Tibi, député à la Knesset          |
| Projectile           | Thé chaud                                |
| Date                 | décembre 2013                            |
| Lieu                 | Beer-Sheva, Israël                       |
| Événement            | Manifestation contre le plan Prawer (en) |
| Atteinte de la cible | Oui                                      |

En décembre 2013, le député arabe Ahmed Tibi reçoit du thé chaud par un agresseur juif. Ce dernier est directement arrêté.

## Italie

### 13 décembre 2009: Silvio Berlusconi
| Victime              | Silvio Berlusconi, président du Conseil des ministres |
| Projectile           | Réplique miniature de la cathédrale de Milan          |
| Date                 | 13 décembre 2009                                      |
| Lieu                 | Place du Dôme (Piazza del Duomo), Milan, Italie       |
| Atteinte de la cible | Oui                                                   |

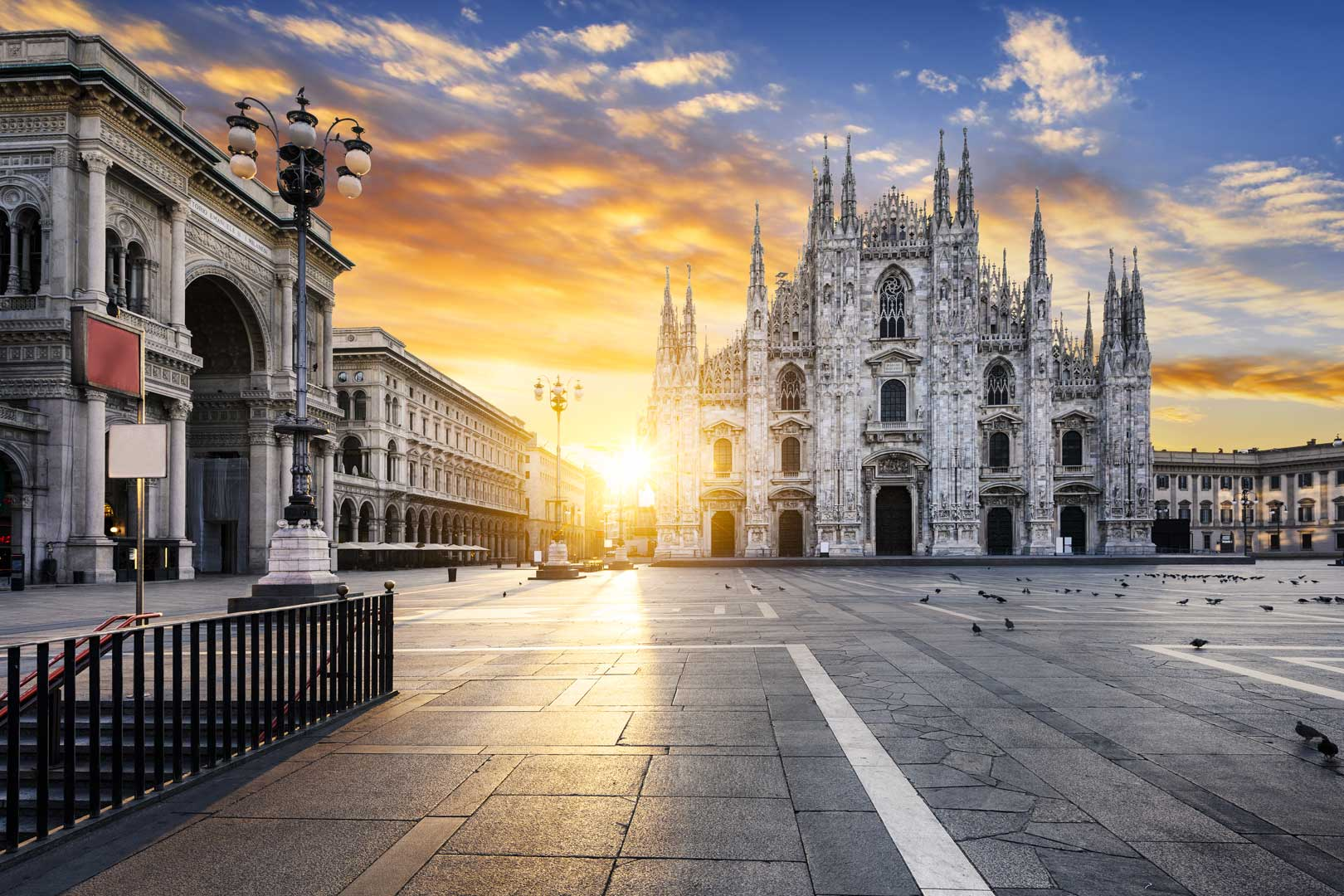
Place et dôme de Milan.

Le 13 décembre 2009, Silvio Berlusconi signe des autographes dans un bain de foule à l'issue d'un meeting, sur l'une des places principales de Milan. Une des personnes présente dans la foule lui lance une réplique miniature de la cathédrale de Milan (l'authentique étant juste à côté) et l'atteint en plein visage. Cela provoque une fracture au nez et Berlusconi est hospitalisé à l'hôpital San Raffaele,. La vente de répliques de cathédrales semblables à celle lancée a par ailleurs augmenté à la suite de cet incident.

## Japon

### 15 avril 2023: Fumio Kishida
| Victime              | Fumio Kishida, Premier ministre du Japon                           |
| Projectile           | Bombe fumigène (apparemment)                                       |
| Date                 | 15 avril 2023, vers 11 h 30                                        |
| Lieu                 | Port de pêche de Saikazaki, Wakayama, Japon                        |
| Atteinte de la cible | Non                                                                |
| Agresseur            | Suspect : Ryuji Kimura (24 ans), habitant de la ville de Kawanishi |

Le 15 avril 2023, Fumio Kishida, le chef du pouvoir exécutif au Japon, visite un port de pêche à Wakayama. Avant de prononcer un discours, une bombe fumigène est lancée sur lui, l'obligeant à évacuer les lieux. Lui-même sans blessure, un policier est cependant légèrement blessé,,.

## Jordanie

### 13 juin 2011: Abdallah II
| Victime    | Abdallah II, roi de Jordanie |
| Projectile | Pierres et bouteilles        |
| Date       | 13 juin 2011                 |
| Lieu       | Tafilah, Jordanie            |

Le 13 juin 2011, le roi Abdallah II, en visite dans le sud de la Jordanie, aurait été accueilli par des jets de pierres et de bouteilles par certaines personnes. Face à la contradiction des sources, l'authenticité de cet incident reste indéterminée, le porte-parole du gouvernement démentant notamment ce fait.

## République du Kosovo

### 22 septembre 2015: Isa Mustafa
| Victime    | Isa Mustafa, Premier ministre             |
| Projectile | Œufs                                      |
| Date       | 22 septembre 2015                         |
| Lieu       | Assemblée du Kosovo, Pristina, Kosovo     |
| Événement  | Séance parlementaire du 22 septembre 2015 |
| Agresseur  | Parlementaires de l'opposition            |

Le 22 septembre 2015, le Premier ministre Isa Mustafa prononce un discours au Parlement sur un accord avec la Serbie relatif aux droits des minorités serbes. La prise de parole entamée, des parlementaires de l'opposition lui jettent des œufs ; les gardes du corps du Premier ministre se précipitant pour le protéger avec des parapluies.

### 13 juillet 2023: Albin Kurti
| Victime              | Albin Kurti, Premier ministre du Kosovo                 |
| Projectile           | Eau                                                     |
| Date                 | 13 juillet 2023                                         |
| Lieu                 | Assemblée du Kosovo, Pristina, Kosovo                   |
| Atteinte de la cible | Supposément                                             |
| Agresseur            | Mergim Lushtaku, député du Parti démocratique du Kosovo |

Le 13 juillet 2023, Albin Kurti, Premier ministre du Kosovo issu du parti Autodétermination, prononce un discours au parlement portant sur les mesures gouvernementales visant à désamorcer les tensions avec les Serbes dans le cadre de la crise du nord du Kosovo. Mergim Lushtaku, issu du Parti démocratique du Kosovo siégeant dans l'opposition, l'approche et lui lance de l'eau. Cette action provoque une bagarre au sein de l'Assemblée ; on rapporte que Kurti aurait été évacué durant les altercations. La session reprend quatre heures plus tard.

## Malte

### 3 décembre 2019: Owen Bonnici
| Victime              | Owen Bonnici, ministre de la Justice, de la Culture et des Collectivités locales      |
| Projectile           | Œuf                                                                                   |
| Date                 | 3 décembre 2019                                                                       |
| Lieu                 | Place de Castille (Pjazza Kastilja), La Valette, Malte (35° 53′ 44″ N, 14° 30′ 40″ E) |
| Atteinte de la cible | Oui                                                                                   |

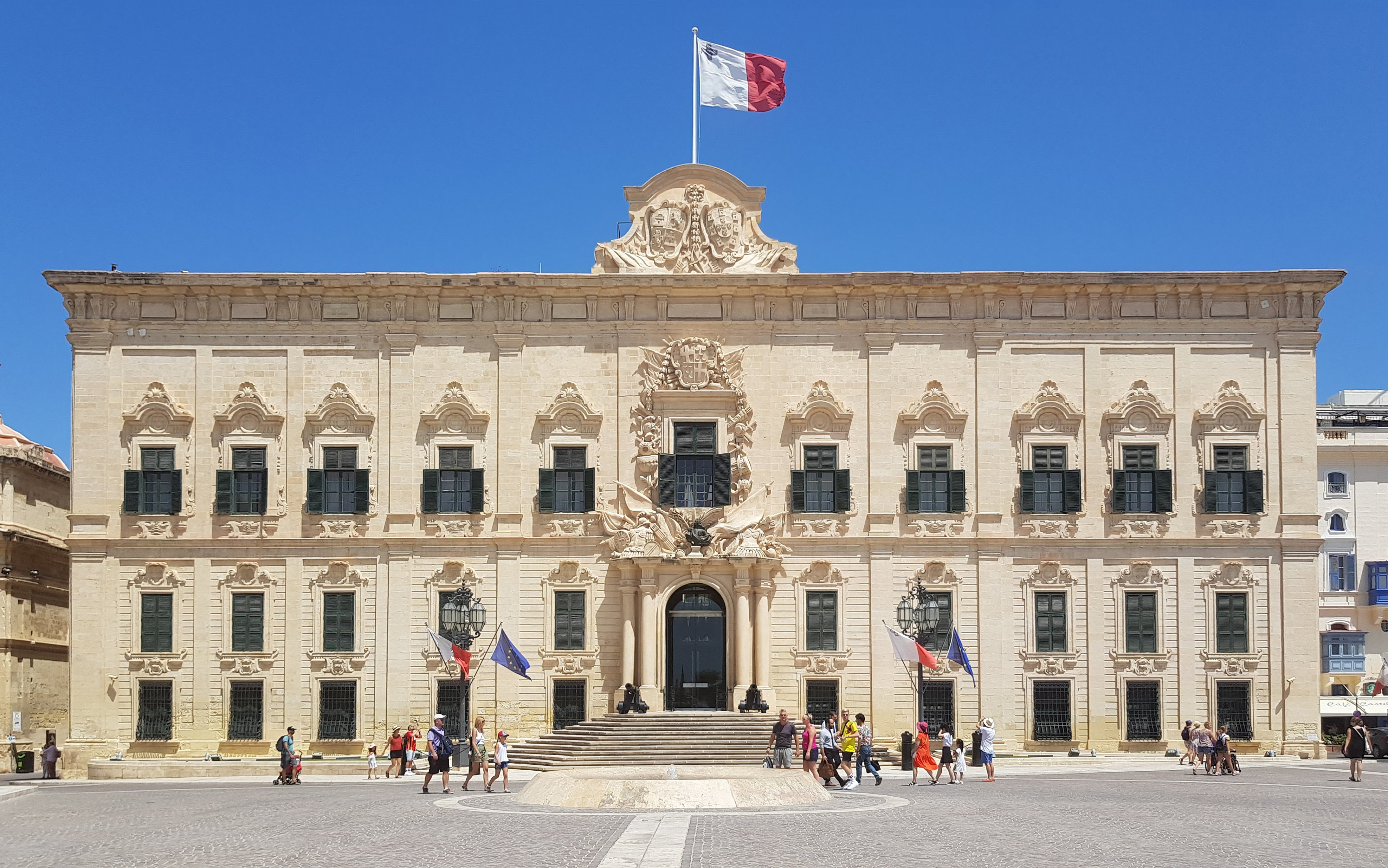
Place de Castille et auberge de Castille.

Le 3 décembre 2019, le ministre Owen Bonnici, se rend à l'auberge de Castille à La Valette. Des manifestants, installés sur la place qui précède l'édifice, le conspuent et réclament sa destitution ainsi que celle du Premier ministre de Malte, Joseph Muscat, à la suite de l'affaire de l'assassinat de la journaliste Daphne Caruana Galizia. Une manifestante dans la foule jette un œuf sur le ministre, qui s'écrase sur son épaule droite ; la victime se plie et sa garde se rapproche davantage pour l'escorter jusqu'au palais,,,.

### 26 mars 2024: Robert Abela
| Victime              | Robert Abela, Premier ministre                    |
| Projectile           | Œufs                                              |
| Date                 | 26 mars 2024                                      |
| Lieu                 | Malte                                             |
| Événement            | Jour de la Liberté (en), une des fêtes nationales |
| Agresseur            | Ivan Grech Mintoff                                |
| Atteinte de la cible | Non                                               |

Le 26 mars 2024, à l'occasion du jour de la Liberté (en), le Premier ministre Robert Abela prononce un discours. Ivan Grech Mintoff, issu du parti ABBA (en), s'approche et lance plusieurs œufs au pied du pupitre sur l'estrade, lui reprochant de compromettre la neutralité du pays après qu'il a voté en faveur de dépenses de l'Union européenne pour la défense, ayant pourtant critiqué les positions de la Maltaise Roberta Metsola, devenue Présidente du Parlement européen,. Des personnalités politiques comme Cyrus Engerer, du même Parti travailliste que le Premier ministre, ou encore Albert Buttigieg (en) du Parti nationaliste condamnent cette agression.

## Maroc

### 23 février 2018: Mohand Laenser
| Victime    | Mohand Laenser, ancien ministre et secrétaire général du Mouvement populaire |
| Projectile | Pierres                                                                      |
| Date       | 23 février 2018, vers 23 h                                                   |
| Lieu       | Vers l'oued Tahaddart, Maroc                                                 |

Le 23 février 2018, Mohand Laenser effectue un trajet dans son automobile avec son chauffeur, sur une autoroute reliant Tanger à Rabat. Un communiqué de l'agence Maghreb Arabe Presse précise qu'il retourne alors à Rabat après avoir participé à l'enregistrement d'une émission d'Une heure pour convaincre dans les studios de la chaîne Medi 1 TV à Tanger. D'après son propre témoignage fourni au média Le360, c'est à la sortie de Tanger, au niveau de l'oued Tahaddar, que son chauffeur et lui sont victimes d'une agression impliquant des jets de pierre par des « personnes inconnues ». Ils parviennent à rejoindre l'aire de repos d'Assilah, la voiture grandement endommagée, et attendent l'arrivée des gendarmes. Laenser est légèrement blessé au visage ; son chauffeur, au niveau de la tête. Revenant sur l'incident, le politicien écarte l'idée de représailles et suppose plutôt un acte de voleurs.

## Norvège

### 1ermai 2001: Thorbjørn Jagland
| Victime              | Thorbjørn Jagland, ministre des Affaires étrangères et président du Parti travailliste |
| Projectile           | Gâteau                                                                                 |
| Date                 | 1er mai 2001                                                                           |
| Lieu                 | Torggata (no), Oslo, Norvège                                                           |
| Événement            | Journée internationale des travailleurs                                                |
| Atteinte de la cible | Oui                                                                                    |

Le 1er mai 2001, Thorbjørn Jagland prononce un discours à l'occasion du Premier Mai sur la place Youngstorget. Non loin, il est entarté en étant bien enduit de crème.

### 25 juin 2016: Solveig Horne
| Victime              | Solveig Horne, ministre de l'Enfance et de l'Égalité |
| Projectile           | Gâteau                                               |
| Date                 | 25 juin 2016                                         |
| Lieu                 | Oslo, Norvège                                        |
| Événement            | Marche des fiertés                                   |
| Atteinte de la cible | Oui                                                  |

Le 25 juin 2016, la ministre Solveig Horne est entarté durant la Marche des fiertés d'Oslo. Elle reçoit ainsi beaucoup de crème dans les cheveux, mais ne semble pas blessée. L'agresseur est une Britannique qui prétend être venue visiter des amis et n'avoir pas prémédité l'acte.

## Nouvelle-Zélande

### 19 mai 2014: John Banks
| Victime              | John Banks (en), ancien chef du parti ACT New Zealand |
| Projectile           | Fumier depuis un seau                                 |
| Date                 | 19 mai 2014                                           |
| Lieu                 | Auckland, Nouvelle-Zélande                            |
| Événement            | Fumier                                                |
| Agresseur            | Castislav « Sam » Bracanov                            |
| Atteinte de la cible | Oui                                                   |

Le 19 mai 2014, John Banks (en) doit se rendre à la Haute Cour dans une affaire de financements douteux. Aux alentours du bâtiments, le septagénaire Castislav « Sam » Bracanov crie « John! You bastard! » en français : « John! Enfoiré! » et vide un seau de fumier sur lui en enchaînant par « You stole my $8000! » en français : « Tu as volé 8 000 $ ! ». L'entrée de Banks au tribunal est retardée, le temps qu'il change de veste ; il précise par ailleurs ne pas avoir l'intention de poursuivre le retraité. Le procédé de Bracanov ne lui est pourtant pas inédit : en 2012, il avait l'intention de jeter du fumier sur le prince Charles et la duchesse de Cornouailles lors de leur visite,. Ce lanceur de fumier récidive par ailleurs en 2016 lorsqu'il en lance sur la juge Anne Kiernan qui s'avère être la magistrate chargée de son affaire.

### 5 février 2016: Steven Joyce
| Victime              | Steven Joyce (en), ministre des Finances (en) |
| Projectile           | Godemichet rose                               |
| Date                 | 5 février 2016                                |
| Lieu                 | Waitangi, Nouvelle-Zélande                    |
| Agresseur            | Josie Butler, infirmière                      |
| Atteinte de la cible | Oui                                           |

Le 5 février 2016, le ministre Steven Joyce est laissé devant les caméras des journalistes en tant que ministre le plus haut placé du gouvernement, après un forum des dirigeants de l'iwi, à Waitangi. Le Premier ministre John Key a en effet préféré rester à l'écart pour « protéger ses autres ministres ». Néanmoins, en pleine entrevue, Joyce reçoit un jouet sexuel rose de type godemichet, qui rebondit d'abord délicatement sur l'épaule gauche avant d'effleurer la joue du même côté. La femme qui le lance, crie en même temps « C'est pour avoir violé notre souveraineté ! (en anglais : That's for raping our sovereignty! ») ; ce à quoi la victime répond, surprise, après un instant « Oh, oui oui. (en anglais : Oh, yes yes.) » avant d'en rire. L'auteure des faits est emmenée par la police, avec son projectile. Le ministre, quant à lui, estime le geste plutôt amusant,,.
L'activiste derrière cette attaque, Josie Butler, est une infirmière en santé mentale travaillant à Christchurch. Elle aurait en effet cherché dans un moteur de recherche « quel est le type de protestation le plus efficace » et aurait découvert que la meilleure option est de jeter des objets sur des personnalités politiques. L'incident (en) passe dans les médias internationaux sous le nom de « dildogate » et le comédien John Oliver en consacre même un sketch dans son émission humoristique, notamment à la suite de la sollicitation de Joyce lui-même via Twitter.

### 26 juillet 2022: Ted Johnston
| Victime              | Ted Johnston, candidat à l'élection municipale de 2022 à Auckland |
| Projectile           | Deux œufs                                                         |
| Date                 | 26 juillet 2022                                                   |
| Lieu                 | Université d'Auckland, Auckland, Nouvelle-Zélande                 |
| Événement            | Débat de la campagne électorale                                   |
| Atteinte de la cible | Oui                                                               |

Le 26 juillet 2022, le candidat Ted Johnston coordonne un débat électoral à l'université d'Auckland. Il y explique notamment son souhait d'organiser des cours aux agents municipaux pour mieux gérer le budget en fonction des priorités, mais accuse surtout un membre de l'audience d'être de l'« équipe Efeso ». Deux œufs sont jetés dans sa direction : un l'atteint à l'épaule gauche, un deuxième semble l'avoir raté. L'homme à l'origine de ces lancers s'enfuit par la suite de la salle. Plus tard, une publication sur Facebook, signé par un « écoterroriste local », revendique l'attaque en précisant sa nature préméditée, mais la cible initiale aurait été le colistier de Johnston, Leo Molloy, l'agresseur ayant finalement été tenté d'attaquer le candidat principal quand l'occasion s'est présentée.

## Palestine

### 25 décembre 2018: Rami Hamdallah
| Victime    | Rami Hamdallah, Premier ministre |
| Projectile | Pierres                          |
| Date       | 25 décembre 2018                 |
| Lieu       | Cisjordanie                      |

Le 25 décembre 2018, Rami Hamdallah retourne d'une messe de Noël tenue à Bethléem. C'est alors que son convoi subit des jets de pierres et deux de ses agents de sécurité sont blessés. Le porte-parole du gouvernement palestinien assure que l'attaque serait probablement l'œuvre de colons israéliens.
Le 3 janvier 2019, Nikolaï Mladenov, coordonnateur spécial pour le processus de paix au Moyen-Orient à l'ONU, appelle à poursuivre en justice les auteurs de ces jets qu'il qualifie d'« absolument inacceptables ».

## Pays-Bas

### 14 mars 2002: Pim Fortuyn
| Victime              | Pim Fortuyn, homme politique d'extrême-droite          |
| Projectile           | Tarte                                                  |
| Date                 | 14 mars 2002                                           |
| Lieu                 | Centre de presse Nieuwspoort, La Haye, Pays-Bas        |
| Événement            | Présentation du livre De puinhopen van acht jaar paars |
| Atteinte de la cible | Oui                                                    |

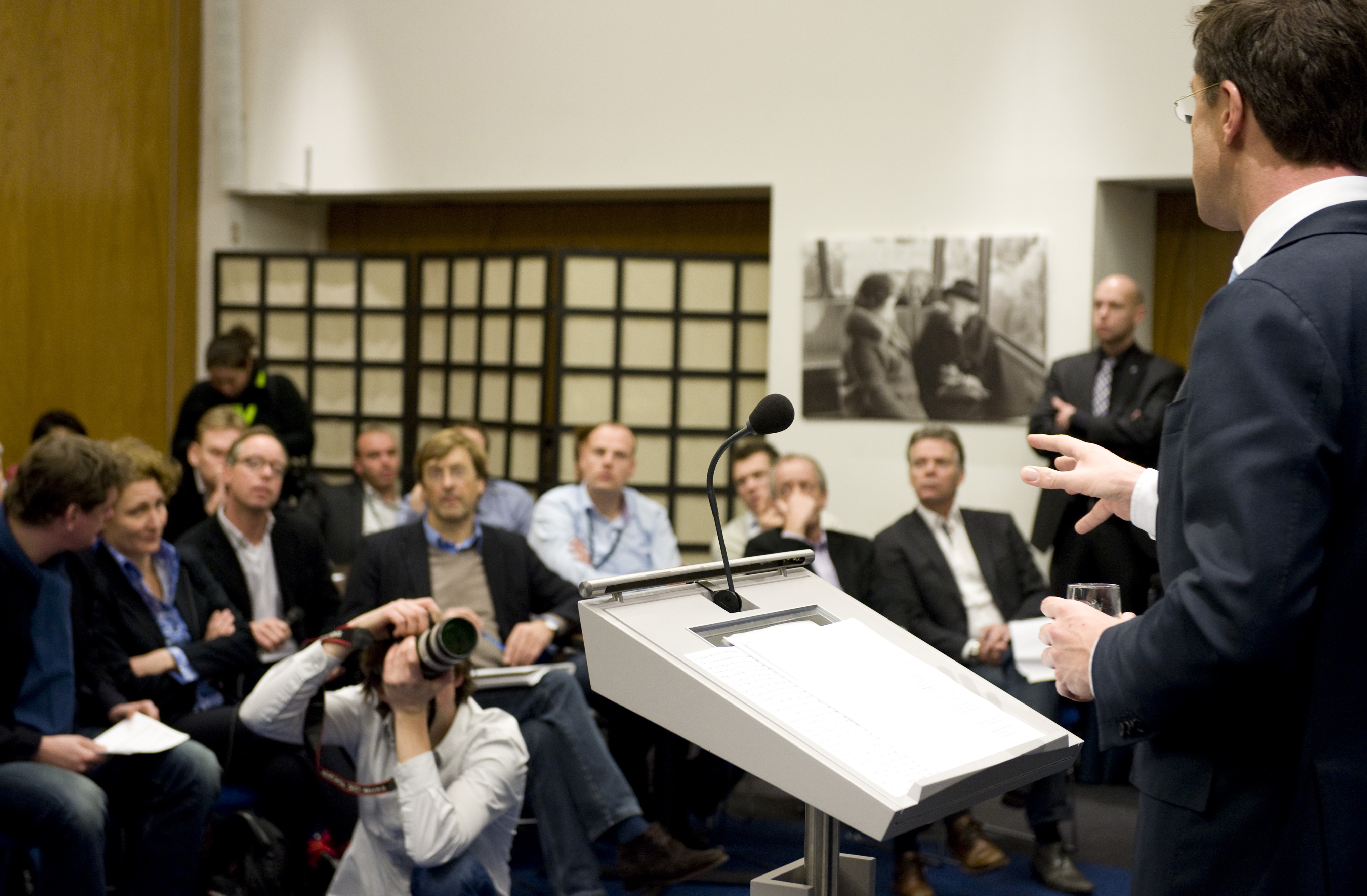
Une des salles du centre de presse Nieuwspoort en janvier 2011.

Le 14 mars 2002, Pim Fortuyn reçoit une tarte dans le visage par un activiste, lors de la présentation de son livre « De puinhopen van acht jaar paars » en français : « Les ruines de huit ans de pourpre » à un centre de presse à La Haye.

### 9 novembre 2013: Willem-Alexander et Máxima Zorreguieta
| Victime              | Willem-Alexander, roi des Pays-Bas et Máxima Zorreguieta, reine consort |
| Projectile           | Tomate                                                                  |
| Date                 | 9 novembre 2013                                                         |
| Lieu                 | Moscou, Russie                                                          |
| Événement            | Voyage officiel en Russie                                               |
| Agresseur            | Denis Koudriavtsev et Viktoria Koudriavtseva                            |
| Atteinte de la cible | Non                                                                     |

Le 9 novembre 2013, le couple royal néerlandais effectue une visite en Russie. Lorsqu'il rejoignent le conservatoire Tchaïkovski de Moscou, une tomate vole vers eux mais n'atteint aucun des deux. Il s'agit d'une attaque revendiquée par le parti national-bolchévique L'Autre Russie. Deux personnes sont arrêtées et condamnées pour deux semaines de prison.

## Pologne

### mars 2015: Bronisław Komorowski
| Victime              | Bronisław Komorowski, président de la république de Pologne |
| Projectile           | Chaise en bois                                              |
| Date                 | mars 2015                                                   |
| Lieu                 | Place du Marché, Cracovie                                   |
| Événement            | Rassemblement électoral                                     |
| Agresseur            | Marek Majcher                                               |
| Atteinte de la cible | Non                                                         |

Le mars 2015, Bronisław Komorowski, le président de la République, est insulté lors d'un rassemblement électoral par un homme qui brandit une chaise ; certains nient son intention de la lancer, mais la police confirme que l'homme, une fois arrêté, admet cette volonté. L'agresseur est condamné en 2017 par la Cour d'Appel de Cracovie (pl) à une amende de 6 000 złotys ainsi que des dédomagement à hauteur de 600 złoty pour avoir insulté le président.

## Portugal

### 26 septembre 2023: Duarte Cordeiro
| Victime              | Duarte Cordeiro, ministre de l'Environnement et de l'Action climatique (pt) |
| Projectile           | Œufs et peinture verte                                                      |
| Date                 | 26 septembre 2023, matin                                                    |
| Lieu                 | Lisbonne, Portugal                                                          |
| Événement            | Ouverture du sommet CNN Portugal                                            |
| Atteinte de la cible | Oui                                                                         |

Le 26 septembre 2023, le ministre Duarte Cordeiro participe à l'ouverture du sommet CNN Portugal consacré à l'énergie verte à Lisbonne,. Deux militantes montent alors sur scène et lancent des objets — des œufs — couplés à de la peinture verte. Elles sont directement interceptées par des agents de la Garde nationale républicaine. Elles font partie de l'organisation Greve Climática Estudantil, des partisans de la grève étudiante pour le climat, et motivent leur attaque par le fait que les sponsors soient Galp et Energias de Portugal,. Le ministre réagit alors à l'attaque en précisant avec humour « Pelo menos acertaram na cor, verde, que é uma cor que eu aprecio. » en français : « Au moins, ils ont eu la bonne couleur, le vert, qui est une couleur que j'aime bien. ».

## Rome antique

### 63: Vespasien
| Victime    | Vespasien, proconsul |
| Projectile | Raves                |
| Date       | 63                   |
| Lieu       | Afrique du Nord      |

En 63 EC, le proconsul Vespasien est chahuté par la foule d'Hadrumète en signe de mécontentement. Des raves sont alors lancées,.

## Royaume-Uni

### 16 décembre 1911: David Lloyd George
| Victime              | David Lloyd George, Chancelier de l'Échiquier |
| Projectile           | Petite boîte cerclée de métal                 |
| Date                 | 16 décembre 1911, après-midi                  |
| Lieu                 | Londres, Royaume-Uni                          |
| Atteinte de la cible | Oui                                           |

Le 16 décembre 1911, alors qu'il sort d'une réunion des suffragistes, David Lloyd George reçoit une petit boîte cerclée de métal dans l'œil gauche. Un individu suspecté d'avoir effectué ce lancer est arrêté dans la soirée.

### 4 novembre 1941: Edward Frederick Lindley Wood
| Victime    | Edward Frederick Lindley Wood, ambassadeur britannique aux États-Unis |
| Projectile | Œufs, tomates                                                         |
| Date       | 4 novembre 1941                                                       |
| Lieu       | Boulevard Washington, Détroit, Michigan, États-Unis                   |
| Événement  | Discussions autour de l'entrée en guerre des États-Unis               |

Le 4 novembre 1941, Edward Frederick Lindley Wood, dit lord Halifax, visite les centres de production d'armes à Détroit lorsque des femmes lui lancent des œufs et tomates pour protester contre une potentielle participation des États-Unis dans la guerre.

### 2 août 1982: Michael Heseltine
| Victime              | Michael Heseltine, secrétaire d'État à l'Environnement, à l'Alimentation et aux Affaires rurales |
| Projectile           | Œufs pourris                                                                                     |
| Date                 | 2 août 1982                                                                                      |
| Lieu                 | Croxteth (en)                                                                                    |
| Agresseur            | Mères d'élèves de école polyvalente de Croxteth (en)                                             |
| Atteinte de la cible | Oui                                                                                              |

Le 2 août 1982, Michael Heseltine est pris à partie par des habitants de Liverpool qui lui jettent des œufs pourris. La plupart des manifestants sont des mères et leurs enfants : ils demandent à ne pas fermer l'école polyvalente de Croxteth (en) et organisent à cet effet un sit-in. Dans les colonnes du journal local Liverpool Echo, certains d'entre elles affirment ne pas regretter leur acte.

### 9 janvier 2001: Tony Blair
| Victime              | Tony Blair, Premier ministre                  |
| Projectile           | Tomate                                        |
| Date                 | 9 janvier 2001                                |
| Lieu                 | Bristol, Royaume-Uni                          |
| Événement            | Campagne pour les élections générales de 2001 |
| Atteinte de la cible | Oui                                           |

Le 9 janvier 2001, le Premier ministre est en visite de campagne à Bristol. Une tomate s'y écrase sur son dos. 

### 19 mai 2004: Tony Blair
| Victime              | Tony Blair, Premier ministre                                                  |
| Projectile           | Préservatifs pleins de farine violette                                        |
| Date                 | 19 mai 2004                                                                   |
| Lieu                 | Salle de la Chambre des communes, palais de Westminster, Londres, Royaume-Uni |
| Événement            | Séance parlementaire du 19 mai 2004                                           |
| Atteinte de la cible | Oui                                                                           |

Le 19 mai 2004, le Premier ministre engage un discours devant la Chambre des communes. Des préservatifs remplie de farine à la teinte violette sont projetés sur lui, malgré l'installation de mesures de sécurité durant l'année. L'attaque est revendiquée par le groupe Fathers 4 Justice (français : Pères pour la justice). Deux hommes âgés de 36 et 50 ans sont alors arrêtés.

### 6 février 2006: Ruth Kelly
| Victime              | Ruth Kelly, secrétaire d'État à l'Éducation et aux Compétences                 |
| Projectile           | Œuf                                                                            |
| Date                 | 6 février 2006                                                                 |
| Lieu                 | Périmètre du Tribunal de première instance de Salford, Manchester, Royaume-Uni |
| Agresseur            | Michael Downes (44 ans)                                                        |
| Atteinte de la cible | Oui                                                                            |

Le 6 février 2006, à la sortie d'un Tribunal de Manchester, la secrétaire d'État Ruth Kelly reçoit un œuf. Elle déclare « This is just one of those things that comes with being a politician » en français : « C'est juste une de ces choses qui viennent avec le fait d'être une personnalité politique. ». Son agresseur, Michael Downes, est condamné six mois plus tard par le Tribunal de Trafford.

### 24 octobre 2008: Phil Woolas
| Victime              | Phil Woolas, ministre d'État aux Frontières et à l'Immigration |
| Projectile           | Tarte à la crème                                               |
| Date                 | 24 octobre 2008                                                |
| Lieu                 | Université de Manchester, Manchester, Royaume-Uni              |
| Événement            | Débat sur les questions environnementales                      |
| Atteinte de la cible | Oui                                                            |

Le 24 octobre 2008, le ministre Phil Woolas participe à un débat à l'université de Manchester. Pour protester contre son projet d'expulser plus de demandeurs d'asile, une femme du réseau No Border lui lance un tarte à la crème,.

### 6 mars 2009: Peter Mandelson
| Victime              | Peter Mandelson, secrétaire d'État aux Affaires, à l'Innovation et aux Compétences |
| Projectile           | Costarde avec pigment vert                                                         |
| Date                 | 6 mars 2009                                                                        |
| Lieu                 | Carlton House Terrace, Londres, Royaume-Uni (51° 30′ 21″ N, 0° 07′ 58″ O)          |
| Atteinte de la cible | Oui                                                                                |

Le 6 mars 2009, Peter Mandelson arrive à la Royal Society et est recouvert de costarde teinte en vert peu après être sorti de son véhicule. L'auteure de cette attaque proteste ainsi contre l'extension de l'aéroport de Londres-Heathrow. La séquence est alors diffusée en direct à la télévision,.

### 9 juin 2009: Nick Griffin
| Victime              | Nick Griffin, chef du Parti national britannique |
| Projectile           | Œufs                                             |
| Date                 | 9 juin 2009                                      |
| Lieu                 | Cité de Westminster, Londres, Royaume-Uni        |
| Événement            | Conférence de presse                             |
| Atteinte de la cible | Oui                                              |

Le 9 juin 2009, Nick Griffin sort d'une conférence de presse et est accueilli par une foule aux abords du palais de Westminster qui lui jette des œufs

### août 2013: Ed Miliband
| Victime              | Ed Miliband, chef de l'opposition officielle issu du Parti travailliste |
| Projectile           | Œufs                                                                    |
| Date                 | août 2013                                                               |
| Lieu                 | Marché de la Rue-de-l'Est, Walworth, Londres, Royaume-Uni               |
| Agresseur            | Dean Porter (d'après sa propre déclaration)                             |
| Atteinte de la cible | Oui                                                                     |

Le août 2013, alors que le chef de l'opposition issu du Parti travailliste, Ed Miliband, visite un marché dans le sud de Londres, il reçoit soudainement des œufs de la part d'un homme qui le suivait ainsi que de journalistes par derrière,.

### 1ermai 2014: Nigel Farage
| Victime              | Nigel Farage, chef du Parti pour l'indépendance du Royaume-Uni |
| Projectile           | Œuf                                                            |
| Date                 | 1er mai 2014                                                   |
| Lieu                 | Nottingham, Royaume-Uni                                        |
| Événement            | Campagne pour les élections européennes                        |
| Agresseur            | Frederick Glenister                                            |
| Atteinte de la cible | Oui                                                            |

Le 1er mai 2014, Nigel Farage se rend à Nottingham pour apporter son soutien candidats des Midlands de l'Est en vue des élections européennes. À son arrivée, un homme lui éclate un œuf ; il tenait une pancarte avec l'inscription « UKIP... sad, scared, old men » (en français : « UKIP... tristes, effrayés, vieillards »). Farage retourne alors dans sa voiture,. Le même mois, reconnu coupable, l'agresseur Frederick Glenister écope de 200 livres sterling et une absolution conditionnelle de douze mois.

### 6 février 2017: Nigel Farage
| Victime              | Nigel Farage, président du groupe ELDD au Parlement européen |
| Projectile           | Œuf                                                          |
| Date                 | 6 février 2017                                               |
| Lieu                 | Stoke-on-Trent, Royaume-Uni                                  |
| Atteinte de la cible | Non                                                          |

Le 6 février 2017, Nigel Farage est dans la ville de Stoke-on-Trent avec son successeur Paul Nuttall. Un œuf est jeté dans la direction du premier qui réussit à l'esquiver.

### 20 mai 2019: Nigel Farage
| Victime              | Nigel Farage, président du groupe ELDD au Parlement européen et chef du Parti du Brexit |
| Projectile           | Milk-shake                                                                              |
| Date                 | 20 mai 2019                                                                             |
| Lieu                 | Centre-ville de Newcastle upon Tyne, Royaume-Uni                                        |
| Agresseur            | Paul Crowther                                                                           |
| Atteinte de la cible | Oui                                                                                     |

Le 20 mai 2019, Nigel Farage reçoit un jet de milk-shake à Newscastle dans une période où des candidats d'extrême droite sont sujets à des cas similaires. Farage aurait été vu rendu furieux cette agression

### 9 novembre 2022: Charles III
| Victime              | Charles III, roi du Royaume-Uni et des autres royaumes du Commonwealth |
| Projectile           | 4 œufs                                                                 |
| Date                 | 9 novembre 2022                                                        |
| Lieu                 | Rue Blossom, York, Royaume-Uni (53° 57′ 21″ N, 1° 05′ 27″ O)           |
| Agresseur            | Patrick Thelwell                                                       |
| Atteinte de la cible | Non                                                                    |

Le 9 novembre 2022, le roi Charles III, alors en visite dans la ville d'York est visé par quatre œufs qui ne réussissent pas à l'atteindre, bien que l'un d'eux atterrit à ses pieds. L'agresseur est identifié comme étant Patrick Thelwell, âgé de 23 ans et militant du mouvement Extinction Rebellion.

### 16 novembre 2023: Sadiq Khan
| Victime              | Sadiq Khan, maire de Londres         |
| Projectile           | Papier                               |
| Date                 | 16 novembre 2023, matin              |
| Lieu                 | Hôtel de ville, Londres, Royaume-Uni |
| Événement            | Séance de l'Assemblée de Londres     |
| Atteinte de la cible | Non                                  |

Le 16 novembre 2023, alors que le maire de Londres, Sadiq Khan répond à une question sur le Fonds de finance verte (anglais : Green Finance Fund), un homme lance un papier par-dessus la vitre de protection de la tribune. Ce papier atterrit aux pieds de Sem Moema (en) et est directement remarqué par Andrew Boff (en). La séance est brièvement suspendue et l'homme emmené hors de la salle.

### 4 juin 2024: Nigel Farage
| Victime              | Nigel Farage, chef du Reform UK                                                              |
| Projectile           | Milk-shake goût banane                                                                       |
| Date                 | 4 juin 2024                                                                                  |
| Lieu                 | Terrasse du pub Moon and Starfish, Clacton-on-Sea, Royaume-Uni (51° 47′ 15″ N, 1° 09′ 15″ E) |
| Événement            | Campagne pour les élections générales britanniques de 2024                                   |
| Atteinte de la cible | Oui                                                                                          |

Le 4 juin 2019, Nigel Farage est de nouveau victime d'un jet de milk-shake (à la banane cette fois-ci, de chez McDonald's) en sortant d'un pub à Clacton-on-Sea pour rejoindre le bus de son parti, alors qu'il inaugure sa campagne électorale pour les élections générales du mois suivant. Une femme de 25 ans est arrêtée pour suspiscion d'agression ; un homme est également arrêté, soupçonné d'avoir agressé un secouriste.

### 26 juin 2024: Nigel Farage
| Victime              | Nigel Farage, chef du Reform UK                                                         |
| Projectile           | Ciment humide, gobelet de café (vraisemblablement)                                      |
| Date                 | 26 juin 2024, matin                                                                     |
| Lieu                 | Rue Eldon (anglais : Eldon Street), Barnsley, Royaume-Uni (53° 33′ 14″ N, 1° 28′ 44″ O) |
| Événement            | Campagne pour les élections générales britanniques de 2024                              |
| Atteinte de la cible | Oui                                                                                     |

Le 11 juin 2019, Nigel Farage devient une fois de plus la cible de projectiles lors de sa campagne pour les élections générales, cette fois à Barnsley. Le chef du parti Reform UK salue la foule du haut de son bus à toit ouvert (en) lorsque des objets — Farage suppose du ciment humide et un gobelet de café — sont jetés vers lui depuis un chantier par un homme en sweat rouge, une attaque que Farage essaie de parer. Un homme de 28 ans est ainsi arrêté pour « suspicion d'atteinte à l'ordre public » : il s'agit de Josh Greally, originaire de Chesterfield, qui admet le 26 juin à la magistrates' court « avoir recouru à des propos et des comportements menaçants, abusifs ou insultants dans l'intention de susciter la peur »,.

## Russie

### 7 décembre 2003: Mikhaïl Kassianov
| Victime              | Mikhaïl Kassianov, président du gouvernement |
| Projectile           | Œuf                                          |
| Date                 | 7 décembre 2003                              |
| Lieu                 | Bureau de vote                               |
| Événement            | élections législatives de 2003               |
| Atteinte de la cible | Oui                                          |

Le 7 décembre 2003, Mikhaïl Kassianov reçoit un œuf qui vient éclater sur son épaule droite alors qu'il s'apprête tout juste à déposer son bulletin de vote, sous les yeux des caméras. L'auteure du lancer est une femme qui réplique « Les élections, c'est de la farce. (en russe : Выборы - это фарс.) » au moment de procéder. Kassianov interprète le geste avec humour et répond plus tard « L'incident d'aujourd'hui, c'est un élément de la démocratie. (en russe : Сегодняшний инцидент - это элемент демократии.) »,.

### 28 janvier 2013: Vladimir Jirinovski
| Victime              | Vladimir Jirinovski  |
| Projectile           | Choucroute           |
| Date                 | 28 janvier 2013      |
| Lieu                 | Kiev, Ukraine        |
| Événement            | Conférence de presse |
| Atteinte de la cible | Oui                  |

Le 28 janvier 2013, Vladimir Jirinovski, président du Parti libéral-démocrate de Russie, participe à une conférence de presse à Kiev. Une femme présente parmi les journalistes lui lance de la choucroute en le traitant d'ukrainophobe (soit, hostile à l'Ukraine ou aux Ukrainiens). Le politicien s'exclame « Où est ma sécurité ? Sortez cette schizophrène ! (en russe : Где моя охрана? Вывезите эту шизофреничку!) », les gardes se mettent à exécution et l'ordonnateur demande également de traduire ce que l'agresseuse aurait crié. Il répond qu'en Russie « il n'y a pas un milligramme de sentiment anti-ukrainien (en russe : нет ни миллиграмма антиукраинских настроений) » ; il a par ailleurs déjà déclaré par le passé vouloir des relations de bon voisinage entre les deux pays. La conférence de presse a pu reprendre normalement.

### 9 février 2016: Mikhaïl Kassianov
| Victime              | Mikhaïl Kassianov, président du Parti de la liberté du Peuple (ru) (PARNAS) |
| Projectile           | Gâteau                                                                      |
| Date                 | 9 février 2016, vers 21 h 30                                                |
| Lieu                 | Restaurant La Bottega siciliana, Moscou, Russie                             |
| Atteinte de la cible | Oui                                                                         |

Le 9 février 2016, alors qu'il dîne dans un restaurant italien de la capitale, Mikhaïl Kassianov, figure de l'opposition, est approché par plusieurs personnes dont l'une étale par un lancer un gâteau droit dans sur son visage. Ces personnes parlaient entre elles en tchétchène. Une vidéo de l'agression est envoyée au média Life (ru) via l'application LiveCorr,. L'attaque rencontre de larges échos et est même discutée au Kremlin : Dmitri Peskov (le secrétaire de presse du président) déclare qu'il s'agit d'un « comportement hooligan inacceptable » mais refute pour autant la thèse selon laquelle la vidéo sur Kassianov publiée avant l'attaque sur le compte Instagram de Ramzan Kadyrov (le chef de la République tchétchène) juste avant l'incident l'aurait provoqué,. Selon Moskovski Komsomolets qui a joint la confiserie qui aurait fabriqué ce gâteau : celui-ci peserait 1,25 kilogramme pour un coût de 2 040 roubles.

### 11 février 2016: Mikhaïl Kassianov
| Victime    | Mikhaïl Kassianov, président du Parti de la liberté du Peuple (ru) (PARNAS) |
| Projectile | Œufs                                                                        |
| Date       | 11 février 2016                                                             |
| Lieu       | Vladimir, Russie                                                            |

Le 11 février 2016, alors que Mikhaïl Kassianov est en tournée électorale, il est accueilli par des manifestants à Vladimir devant un édifice administratif alors qu'il s'apprête à participer à une entrevue. Certains appelant à ce qu'il quitte le pays, d'autres encore lançant des œufs dans sa direction.

### 10 août 2016: Mikhaïl Kassianov
| Victime    | Mikhaïl Kassianov, président du Parti de la liberté du Peuple (ru) (PARNAS) |
| Projectile | Œufs et tomates                                                             |
| Date       | 10 août 2016                                                                |
| Lieu       | Abords de l'hôtel Kontinent, Stavropol, Russie                              |

Le 10 août 2016, la figure de l'opposition Mikhaïl Kassianov est attendue par 25-30 personnes à la sortie de son hôtel à Stavropol. Une dizaine d'entre eux lancent agressivement des œufs et des tomates sur lui,.

### 19 août 2016: Mikhaïl Kassianov
| Victime    | Mikhaïl Kassianov, président du Parti de la liberté du Peuple (ru) (PARNAS) |
| Projectile | Œufs                                                                        |
| Date       | 19 août 2016                                                                |
| Lieu       | Rue Soviétique, Orenbourg, Russie                                           |

Le 19 août 2016, la figure de l'opposition Mikhaïl Kassianov, entouré de ses gardes du corps et ses équipiers, traverse une rue d'Orenbourg lorsque le bloggeur Roman Psaïker lance des œufs dans sa direction. Le groupe continue de marcher dans la rue après cet incident,.

### 9 mai 2022: Sergueï Andreïev
| Victime              | Sergueï Andreïev, ambassadeur de Russie en Pologne                          |
| Projectile           | Peinture rouge                                                              |
| Date                 | 9 mai 2022                                                                  |
| Lieu                 | Devant le cimetière-mausolée des combattants soviétiques, Varsovie, Pologne |
| Événement            | Commémorations annuelles lors du Jour de la Victoire                        |
| Atteinte de la cible | Oui                                                                         |

Le 9 mai 2022, l'ambassadeur de Russie en Pologne, Sergueï Andreïev, se rend au cimetière-mausolée des combattants soviétiques de Varsovie. Un groupe de manifestants contre l'invasion de l'Ukraine par la Russie l'attendant l'immacule de peinture rouge. Andreïev précise néanmoins à l'agence Tass que ni lui, ni son équipe ne sont sérieusement blessés. Le ministre des Affaires étrangères polonais Zbigniew Rau trouve l'incident « hautement déplorable » ; les autorités du ministère des Affaires étrangères russe convoquent le surlendemain l'ambassadeur de Pologne à Moscou, Krzysztof Krajewski, exprimant leurs signes de protestations,.

### 19 mars 2023: Vladimir Poutine
| Victime              | Vladimir Poutine, président de la fédération de Russie |
| Date                 | 19 mars 2023                                           |
| Lieu                 | Marioupol                                              |
| Événement            | Visite présidentielle à Marioupol                      |
| Atteinte de la cible | Oui                                                    |

Le 19 mars 2023, après que Vladimir Poutine se soit rendu à Marioupol, des images de cette visite diffusés par des médias russes semblent montrer un objet non identifié l'ayant vraisemblablement percuté.

## Saint-Vincent-et-les-Grenadines

### 5 août 2021: Ralph Gonsalves
| Victime              | Ralph Gonsalves, Premier ministre              |
| Projectile           | Pierre ou bouteille d'eau                      |
| Date                 | 5 août 2021                                    |
| Lieu                 | Kingstown                                      |
| Événement            | Manifestations liées à la pandémie de Covid-19 |
| Atteinte de la cible | Oui                                            |

Le 5 août 2021, Ralph Gonsalves revient à une session parlementaire durant laquelle les législateurs envisagent une réforme des plans de santé publique, à savoir une vaccination obligatoire contre la Covid-19 des travailleurs de première ligne. Gonsalves traverse alors un attroupement d'environ 200 manifestants pour se rendre au parlement. Comme l'annonce un communiqué paru plus tard dans la journée, c'est à ce moment qu'un projectile l'atteint juste au-dessus de la tempe droite. Des témoins ont en effet vu des manifestants lancer des pierres et des bouteilles d'eau. Le saignement de la blessure de Gonsalves macule sa chemise blanche ; un assistant lui fournit des serviettes en papier. Le bureau du Premier ministre a déclaré qu'il a « saigné abondamment en anglais : bleeding profusely » et qu'il a été transporté à l'hôpital. D'après son fils, Camillo Gonsalves, qui est également ministre des Finances du pays et qui évoque la situation à une session parlementaire dans la soirée, le personnel médical du Premier ministre lui aurait conseillé de se rendre à la Barbade voisine pour une IRM.

## Sénégal

### avril 2018: Macky Sall
| Victime    | Macky Sall, président de la république du Sénégal |
| Projectile | Farine                                            |
| Date       | avril 2018                                        |
| Lieu       | Paris, France                                     |
| Événement  | Voyage officiel                                   |

Le avril 2018, le président Macky Sall est copieusement arrosé de farine depuis son véhicule à Paris par des contestataires sénégalais qui l'encerclent.

## Suisse

### 14 février 2012: Pierre Weiss
| Victime    | Pierre Weiss, député au Grand Conseil du canton de Genève et vice-président du Parti libéral-radical   |
| Projectile | Eau |
| Date       | 14 février 2012, soir                                                                                  |
| Lieu       | Hôtel de ville de Genève, Genève, Suisse                                                               |
| Événement  | Séance parlementaire                                                                                   |
| Agresseur  | Éric Stauffer, député au Grand Conseil du canton de Genève et président du Mouvement citoyens genevois |

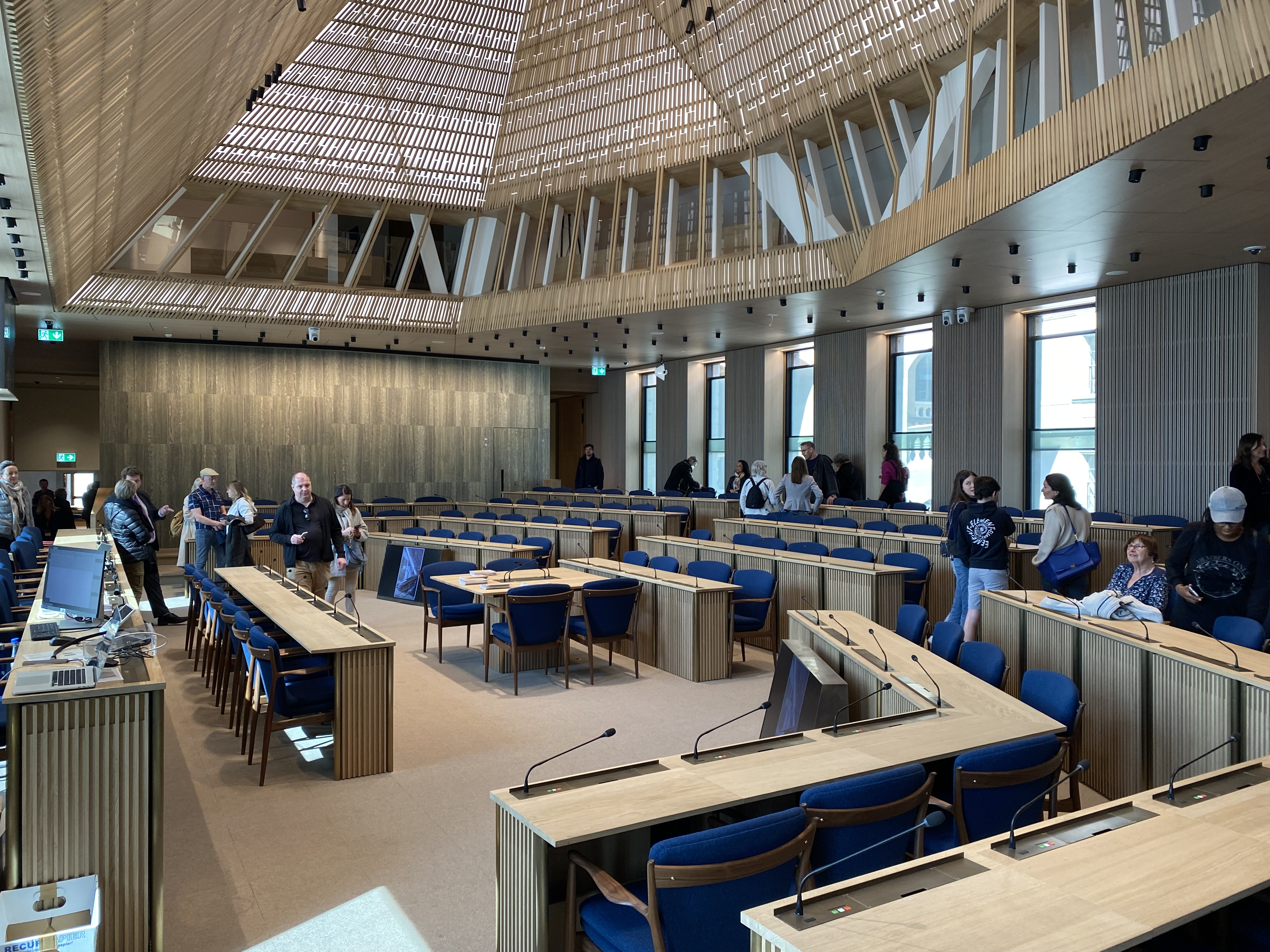
Salle du Grand Conseil, en mars 2022.

Le 14 février 2012, lors d'une séance du Grand Conseil du canton de Genève, les tensions montent surtout après que le député Éric Stauffer tente à quatre reprises de renvoyer le projet de loi portant sur le CEVA en commission. Une première suspension de séance de cinq minutes n'aboutit pas à calmer les parlementaires : Pierre Weiss accuse alors Stauffer de condamnations, ce dernier réplique alors en lançant son verre d'eau sur le premier. Le bureau du Grand Conseil genevois décide alors cinq jours plus tard d'exclure le député Stauffer des commissions. Ce député n'est pas étranger au trouble de l'ordre parlementaire : l'année précédente, celui-ci participe à une bagarre avec Roberto Broggini à la buvette du Grand Conseil.

### 6 mars 2012: Micheline Calmy-Rey
| Victime              | Micheline Calmy-Rey, ancienne présidente du Conseil d'État du canton de Genève puis présidente de la Confédération                            |
| Projectile           | Tarte à la crème |
| Date                 | 6 mars 2012 |
| Lieu                 | Devant l'entrée de la salle de spectacle de l'Alhambra, intersection de la rue de la Rôtisserie et de la rue de la Pélisserie, Genève, Suisse |
| Événement            | Festival du film et forum international sur les droits humains                                                                                |
| Agresseur            | Eric Dougoud |
| Atteinte de la cible | Oui |

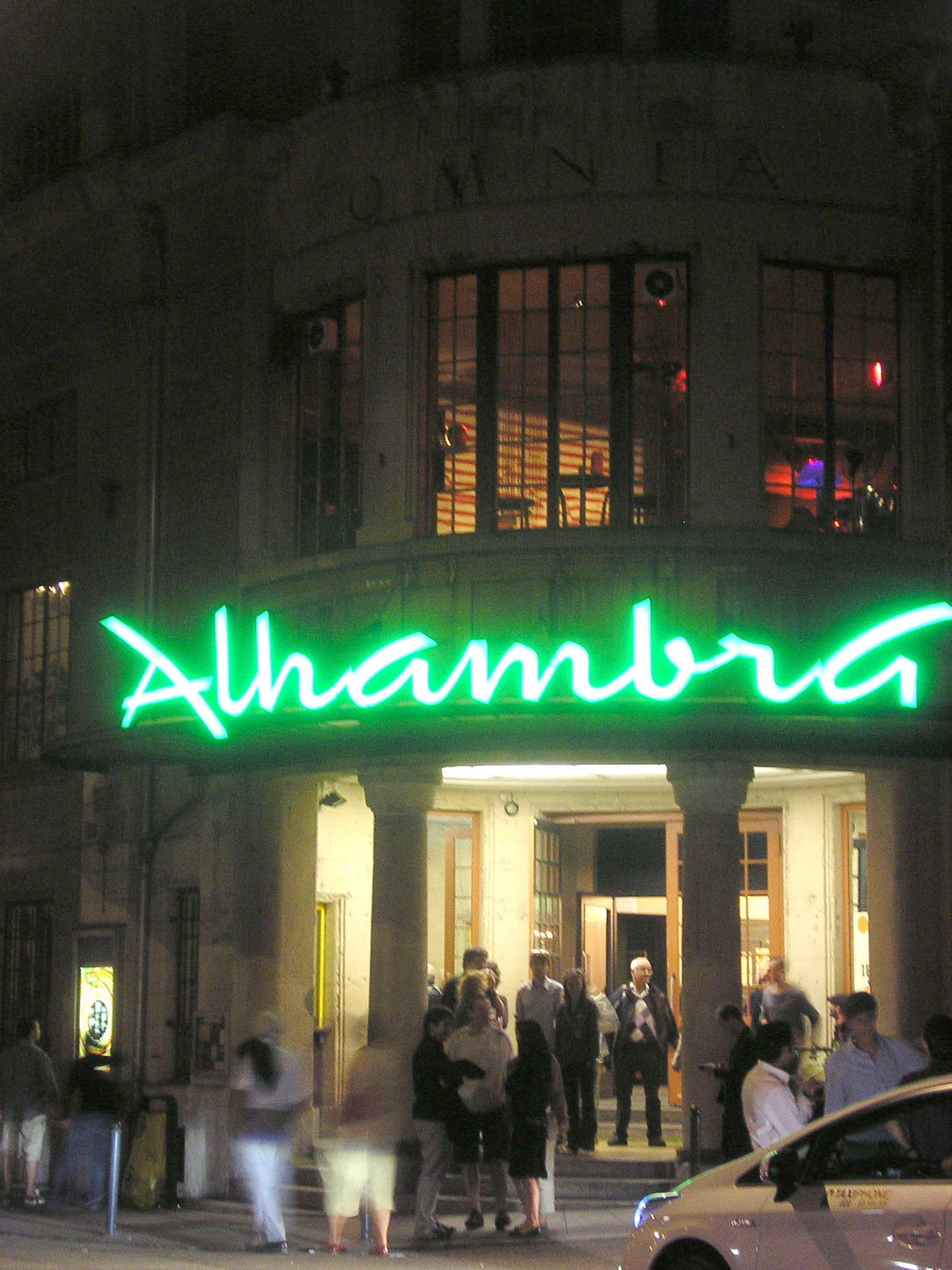
Entrée de l'Alhambra un soir de 2011, où Micheline Calmy-Rey s'est faite entartée en 2012.

Le 6 mars 2012, Micheline Calmy-Rey sort d'une conférence dans le cadre du Festival du film et forum international sur les droits humains qui se tient dans la salle de spectacle de l'Alhambra, à Genève. Devant l'entrée du bâtiment et sous les caméras des journalistes, un individu qui se présente sous le nom d'Eric Dougoud et qui porte un polo avec l'inscription « bandedecopainsgenevois.ch » l'interpelle en l'accusant de non-respect de la Convention européenne des droits de l'homme dans l'affaire de la Banque cantonale de Genève. Il sort alors une tarte à la crème de sa sacoche et l'écrase sur le visage de Calmy-Rey. Un peu plus tard, cette dernière commente en se disant « choquée » mais annonce ne pas porter plainte,,.

### 5 décembre 2012: Christoph Blocher
| Victime              | Christoph Blocher, conseiller national              |
| Projectile           | Tarte                                               |
| Date                 | 5 décembre 2012                                     |
| Lieu                 | Près du bâtiment du Nouveau Monde, Fribourg, Suisse |
| Événement            | Après l'émission Infrarouge                         |
| Atteinte de la cible | Oui                                                 |

Le 5 décembre 2012, à l'issue de l'émission Infrarouge tournée à Fribourg et à laquelle Christoph Blocher participe, un homme l'attend à la sortie de l'établissement du Nouveau Monde et l'entarte,.

### 27 novembre 2019: Christoph Mörgeli
| Victime              | Christoph Mörgeli et Roger Köppel, conseillers nationaux |
| Projectile           | Milk-shake (rouge pour Mörgeli, beige pour Köppel)       |
| Date                 | 27 novembre 2019                                         |
| Lieu                 | Restaurant Sphères, Zurich, Suisse                       |
| Agresseur            | Groupe Jeunesse révolutionnaire de Zurich                |
| Atteinte de la cible | Oui                                                      |

Le 27 novembre 2019, les conseillers nationaux Christoph Mörgeli et Roger Köppel mangent dans le restaurant zurichois Sphères. Deux jeunes militants s'approchent et leur versent du milk-shake sur la tête. Cette attaque est revendiquée par le groupe Revolutionäre Jugend Zürich en français : « Jeunesse révolutionnaire de Zurich », activistes d'extrême gauche se disant « antiracistes et en colère »,,.

## Tadjikistan

### 29 septembre 2023: Emomali Rahmon
| Victime    | Emomali Rahmon, président du Tadjikistan |
| Projectile | Œufs                                     |
| Date       | 29 septembre 2023                        |
| Lieu       | Berlin, Allemagne                        |
| Événement  | Visite officielle en Allemagne           |

Le 29 septembre 2023, le président Emomali Rahmon est en visite officielle à Berlin. Une manifestation contre lui éclate dans la capitale allemande et l'un des manifestants lui lance des œufs. Cet incident provoque la coupure d'électricité au Tadjikistan dans les foyers familiaux des opposants politiques et des arrestations sont effectuées,.

## Taïwan

### 27 novembre 2020: Su Tseng-chang
| Victime              | Su Tseng-chang, premier ministre de la république de Chine |
| Projectile           | Viscères de porc                                           |
| Date                 | 27 novembre 2020                                           |
| Lieu                 | Bâtiment du Yuan législatif                                |
| Événement            | Séssion parlementaire du 27 novembre 2020                  |
| Agresseur            | Kuomintang                                                 |
| Atteinte de la cible | Non                                                        |

Le 27 novembre 2020, pour protester contre un projet de loi visant à facilier les imports de porc depuis les États-Unis, des députés du Kuomintang s'accapenrent la séance parlementaire pour empêcher le premier ministre Su Tseng-chang de prononcer son discours et répondre aux questions : ces députés lancent ainsi des viscères de porc en pleine salle, s'échangeant des coups de poing par la même occasion,.

## Tchéquie

### mai 2009: Jiří Paroubek
| Victime              | Jiří Paroubek, député                                       |
| Projectile           | Œufs                                                        |
| Date                 | mai 2009                                                    |
| Événement            | Campagne pour les élections européennes de 2009 en Tchéquie |
| Atteinte de la cible | Oui                                                         |

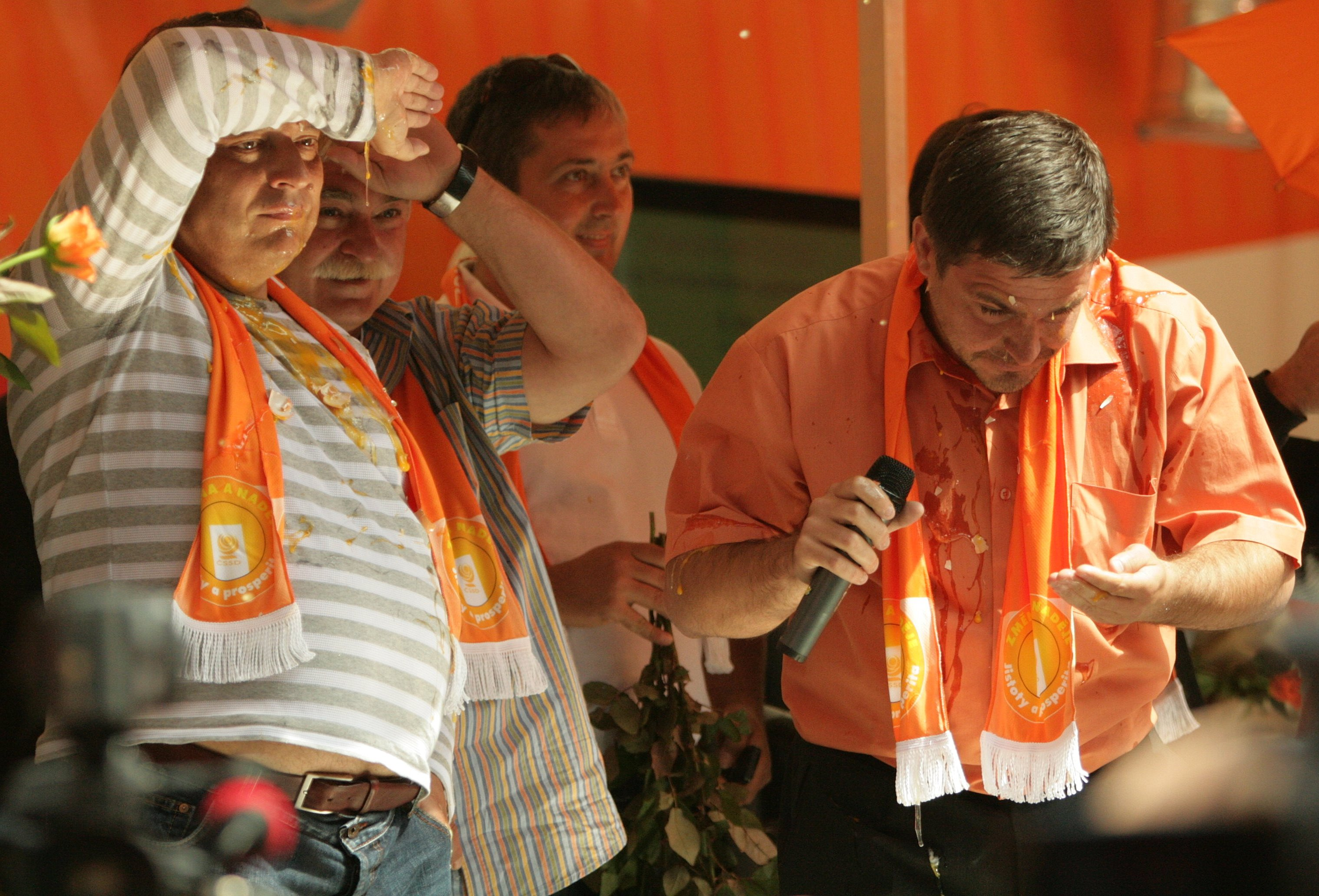
Jiří Paroubek, victime d'une attaque d'œufs, le 28 mai 2009.

Le mai 2009, Jiří Paroubek reçoit plusieurs œufs. Ces attaques s'inscrivent dans une série de manifestations contre Paroubek et son parti en marge des élections[réf. souhaitée].

### 17 novembre 2014: Miloš Zeman
| Victime              | Miloš Zeman, président de la République      |
| Projectile           | Œufs                                         |
| Date                 | 17 novembre 2014                             |
| Lieu                 | Albertov (cs), Prague 2, Prague, Tchéquie    |
| Événement            | 25e anniversaire de la révolution de Velours |
| Atteinte de la cible | Non                                          |

Le 17 novembre 2014, à l'occasion du 25e anniversaire de la révolution de Velours, le président Miloš Zeman dévoile une plaque aux étudiants impliqués dans cet événement. La foule qui se présente est alors remplie de manifestants qui, considérant que le chef d'État se distance des idéaux de la révolution, le huent, conspuent en venant même à lancer des œufs. Les agents de sécurité protègent le président. Si aucun projectile n'atteint alors ce dernier, un des invités aurait été touché,. Un homme, Jindřich Frühauf, aurait été saisi par la police, mais se défendant en disant que ce sont d'autres personnes qui sont à l'origine des tirs, il est finalement acquitté par le tribunal le 25 avril 2017.

### 7 août 2021: Andrej Babiš
| Victime    | Andrej Babiš, président du gouvernement de la République tchèque |
| Projectile | Œuf                                                              |
| Date       | 7 août 2021                                                      |
| Lieu       | Průhonice, Tchéquie                                              |
| Événement  | Réunion préélectorale avec cérémonie d'autographes               |

Le 7 août 2021, Andrej Babiš est en déplacement à Průhonice pour une réunion préélectorale durant laquelle il procède à une cérémonie d'autographes. Il est accueilli par des dizaines de manifestants, un œuf aurait alors été lancé sur le Premier ministre. L'agresseur est localement condamné quelques mois après.

## Tunisie

### 16 août 2013: Mehdi Mabrouk
| Victime    | Mehdi Mabrouk, ministre de la Culture             |
| Projectile | Œuf                                               |
| Date       | 16 août 2013                                      |
| Lieu       | Maison de la culture Ibn-Khaldoun, Tunis, Tunisie |
| Agresseur  | Nasreddine Shili                                  |

Le 16 août 2013, le ministre Mehdi Mabrouk prononce un discours rendant hommage à Azzouz Chennaoui (ar) à la Maison de la culture Ibn-Khaldoun. Les gardes du corps absents, l'artiste Nasreddine Shili lui jette un œuf à la tête. Le dépôt de plainte contre Nasreddine Shili devient sujet de dérision auprès de nombreuses personnes (progressistes et démocrates) sur les médias sociaux.
Soupçonné de complicité avec Shili, le cadreur Mourad Meherzi qui a filmé la scène pour le groupe Astrolabe TV est placé en détention le surlendemain. Une action qui s'ancre dans un contexte de tensions entre le gouvernement et la presse critique,. Dans un communiqué, l'ONG Reporters sans frontières se dit « stupéfaite et inquiète d’apprendre [son] placement en détention préventive » et condamne cette situation. Mabrouk aurait par la suite retiré la plainte contre Meherzi.

## Turquie

### 22 février 2010: Recep Tayyip Erdoğan
| Victime              | Recep Tayyip Erdoğan, Premier ministre de Turquie     |
| Projectile           | Chaussure                                             |
| Date                 | 22 février 2010                                       |
| Lieu                 | Vers l'hôtel de ville, Séville, Espagne               |
| Événement            | Déplacement pour la remise du Prix Nodo de la Culture |
| Agresseur            | Hokman Joma, Kurde de 27 ans de nationalité syrienne  |
| Atteinte de la cible | Non                                                   |

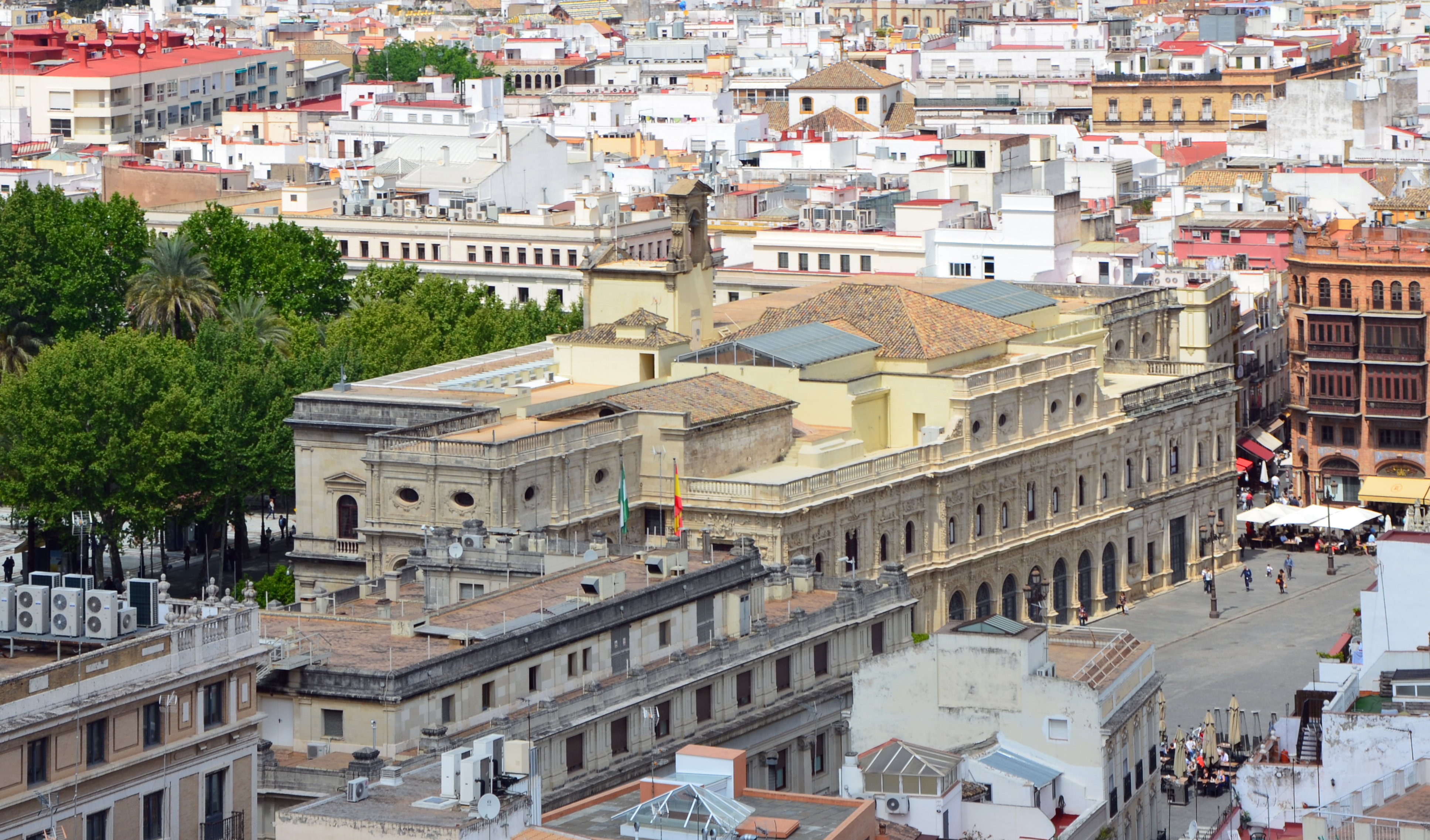
Hôtel de ville de Séville.

Le 22 février 2010, le Premier ministre de Turquie Recep Tayyip Erdoğan se rend à Séville, en Espagne, pour recevoir le Prix Nodo de la Culture, remis par la Fondation Séville aux personnalités qui encouragent le dialogue entre les cultures et les civilisations. Le soir, alors qu'Erdoğan sort de l'hôtel de ville de Séville et s'apprête à rentrer dans son automobile, Hokman Joma, un Kurde de 27 ans de nationalité syrienne, jette une chaussure dans sa direction en criant « Viva Kurdistan » en français : « Vive le Kurdistan », mais le projectile ne l'atteint pas. Cet acte fait directement écho au conflit kurde en Turquie,.
L'agresseur est reconnu coupable d'« attentat contre la communauté internationale » et le 30 juin, le parquet de Séville le condamne à 3 de prison ainsi qu'à 408 euros d'amende.

### 7 mai 2023: Ekrem İmamoğlu
| Victime    | Ekrem İmamoğlu, maire d'Istanbul et candidat pour la vice-présidence de Kemal Kılıçdaroğlu |
| Projectile | Pierres                                                                                    |
| Date       | 7 mai 2023                                                                                 |
| Lieu       | Erzurum, Turquie                                                                           |
| Événement  | Campagne pour l'élection présidentielle de 2023                                            |

Le 7 mai 2023, Ekrem İmamoğlu soutient le candidat de l'opposition Kemal Kılıçdaroğlu à la présidentielle, en étant promis au siège de vice-président en cas de victoire de ce dernier. Défilant sur le toit d'un bus dans la ville d'Erzurum, un bastion du président sortant Recep Tayyip Erdoğan, des personnes dans la foule jettent des pierres dans sa direction,.

## Ukraine

### 24 septembre 2004: Viktor Ianoukovytch
| Victime              | Viktor Ianoukovytch, Premier ministre d'Ukraine et candidat à l'élection présidentielle de 2004 |
| Projectile           | Œuf                                                                                             |
| Date                 | 24 septembre 2004                                                                               |
| Lieu                 | Près de l'université nationale subcarpatique Vassyl Stefanyk, Ivano-Frankivsk, Ukraine          |
| Atteinte de la cible | Oui                                                                                             |

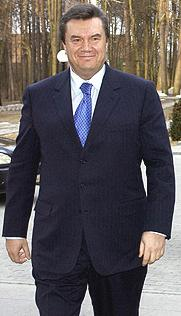
Viktor Ianoukovytch en 2004.

Le 24 septembre 2004, le Premier ministre d'Ukraine Viktor Ianoukovytch descend du bus à Ivano-Frankivsk près de l'université Vassyl Stefanyk pour rencontrer un électorat potentiel pour sa campagne présidentielle. Un étudiant lance un projectile solide s'apparentant à un œuf qui percute Ianoukovytch au niveau du torse. Malgré la présence d'officiers de sécurité l'entourant, le candidat tombe par terre et semble s'évanouir. Il est immédiatement transporté vers une autre voiture qui quitte alors les lieux pour l'hôpital où il est admis aux soins intensifs,,,.
Les porte-paroles de Ianoukovytch et du Ministère de l'Intérieur annoncent d'abord qu'il s'agissait d'un objet non-identifié « dur » et « lourd », mais les investigateurs ne parviennent pas à retrouver ledit objet. Ses partisans évoquent une pierre ou une batterie pour caméscope, sauf Stepan Havrysh (uk) qui parle d'un œuf qui aurait atteint précisément la tempe du candidat. Cependant, le soir même la chaîne d'opposition 5 Kanal diffuse une vidéo de l'incident où on voit clairement un œuf atteindre la poitrine de Ianoukovytch, qui se met à grimacer et s'effondre assez caricaturalement. La séquence se termine par un gros plan sur une coquille d'œuf par terre,.
La diffusion de cette vidéo, téléchargeable depuis de nombreuses plateformes Internet, provoque une vague de moqueries, notamment parce que la campagne de Ianoukovytch mettait en avant sa force physique et son « caractère de fer ». Les partisans du candidat d'opposition Viktor Iouchtchenko dénonce une provocation : d'après eux, l'équipe du Premier ministre candidat voulait mettre en scène un jet d'objet bien plus lourd pour détourner l'attention de l'empoisonnement présumé de son adversaire. Il est même question d'une cartouche à blanc. Ni cette dernière, ni le jet d'un objet lourd n'ayant jamais eu lieu, la surréaction de Ianoukovytch au jet d'un simple œuf n'a pas pu inspirer la sympathie des électeurs,.

### 1erfévrier 2019: Oleksandr Vilkoul
| Victime              | Oleksandr Vilkoul, candidat du Bloc d'opposition — Parti pour le développement et la paix (en) pour l'élection présidentielle de 2019      |
| Projectile           | Colorant vert brillant (produit populaire dans les pays de l'ex-URSS, souvent utilisé comme colorant vert foncé ou pour des soins cutanés) |
| Date                 | 1er février 2019 |
| Lieu                 | Près de la maison de la culture « Sofit », perspective d'Azov, Berdiansk, Ukraine                                                          |
| Agresseur            | Groupe d'activistes |
| Atteinte de la cible | Oui |

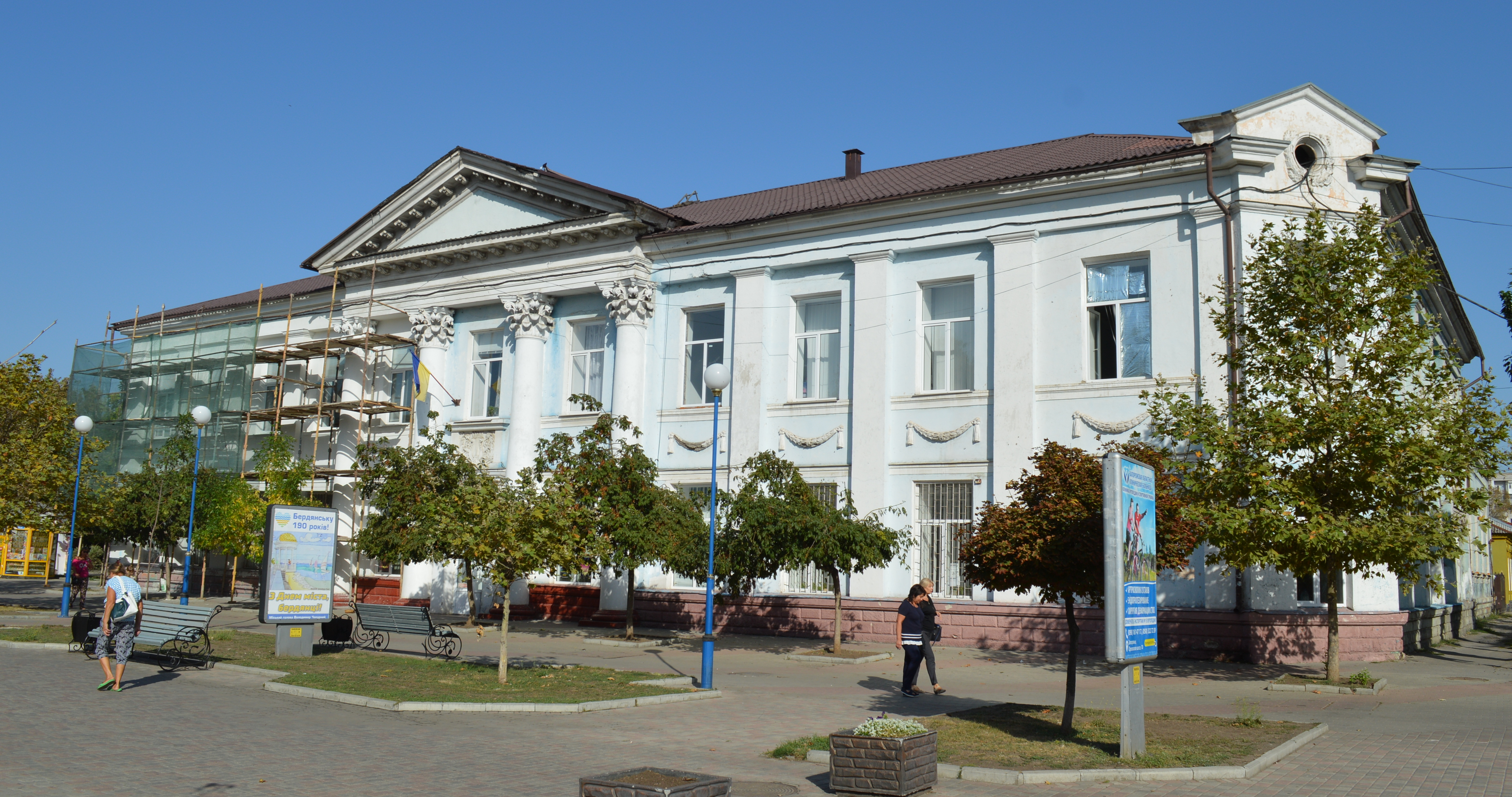
Bâtiment du cinéma Gigant et de la maison de la culture Sofit.

Le 1er février 2019, Oleksandr Vilkoul est attaqué à Berdiansk alors qu'il se rend à une maison de la culture. Un groupe d'activistes s'étant préparé à l'avance, lui jette du colorant vert brillant sur le visage dès qu'il arrive sur place. Par la suite, le politicien et ses gardes ont essayé de pénétrer à l'intérieur du bâtiment de destination, mais son entrée a été bloquée par ces activistes,.

### 21 juillet 2020: Oleh Volochyn
| Victime              | Oleh Volochyn, député de la Rada |
| Projectile           | Colorant vert brillant (produit populaire dans les pays de l'ex-URSS, souvent utilisé comme colorant vert foncé ou pour des soins cutanés) |
| Date                 | 21 juillet 2020 |
| Lieu                 | Kiev, Ukraine |
| Agresseur            | Oleksandr Pohrebyskyi (suspect) |
| Atteinte de la cible | Oui |

Le 21 juillet 2020, le député Oleh Volochyn reçoit du colorant vert brillant près du bâtiment de la Rada. La police arrête deux hommes suspects.

## Vatican

### 17 janvier 2018: pape François
| Victime              | François, pape                                |
| Projectile           | Objet mou, probablement serviette ou vêtement |
| Date                 | 17 janvier 2018                               |
| Lieu                 | Parc O'Higgins, Santiago, Chili               |
| Événement            | Visite pastorale au Chili et Pérou            |
| Atteinte de la cible | Oui                                           |

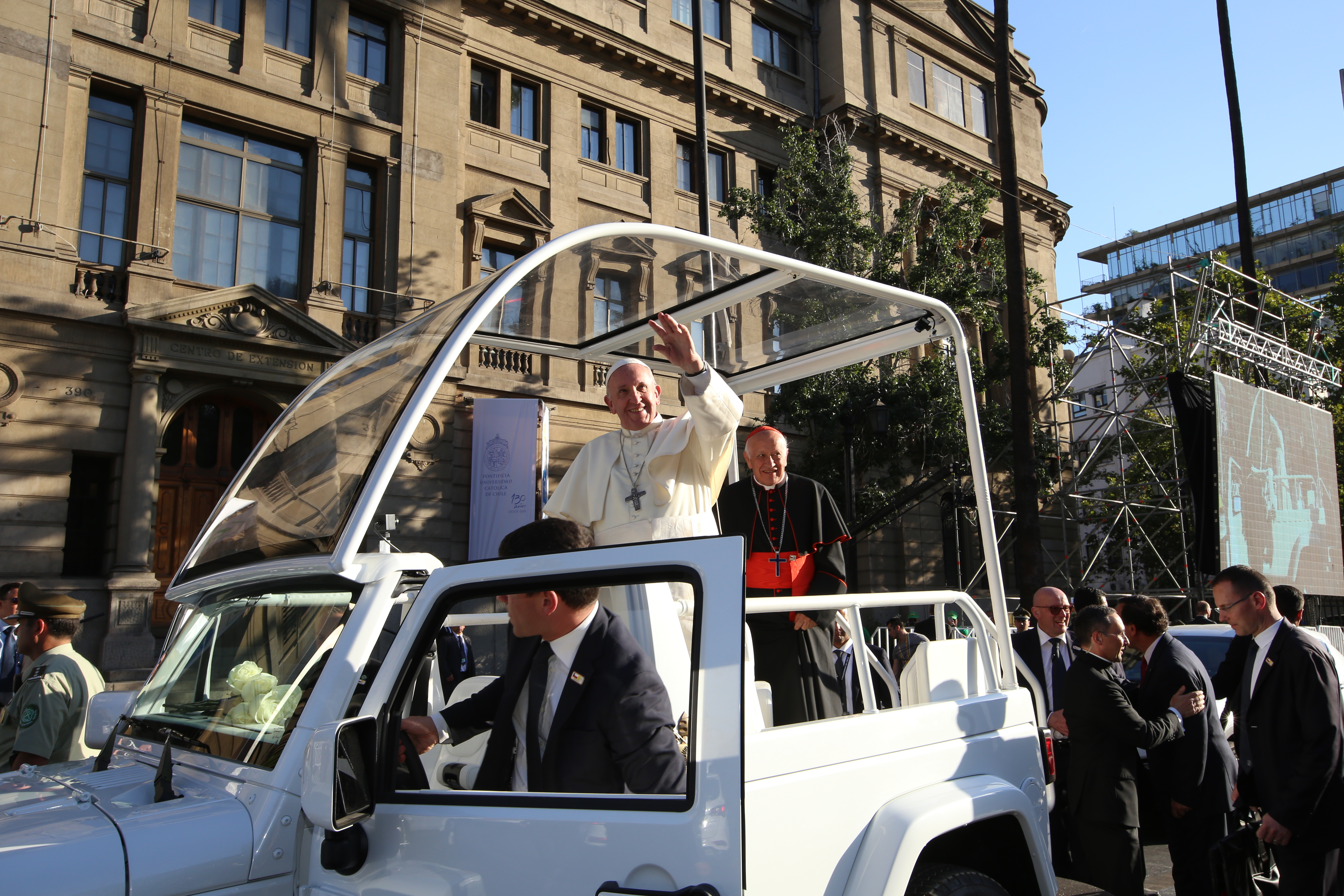
Le pape François depuis sa papamobile, repartant après sa visite à l'université pontificale catholique du Chili le même jour.

Le 17 janvier 2018, le pape François effectue une visite au Chili. À Santiago, la capitale, il défile en saluant la foule depuis sa papamobile, avant de se rendre à une messe en plein air. Au cours de ce passage devant la foule, il reçoit, à travers la fenêtre gauche de celle-ci, un objet mou, probablement en tissu, semblant être une serviette ou un vêtement, qui atterrit au niveau de son visage et de son cou. Le pape regarde un instant le projectile retombé à ses pieds et n'ayant l'air ni blessé, ni déstabilisé, continue son salut en souriant, sans que le cortège s'arrête. Les images de cet incident ont été capturées par des caméras de la télévision locale.
Sa venue dans le pays reste controversée et est entachée de nombreuses protestations plutôt violentes. Son institution est en effet frappée de scandales d'abus sexuels sur mineurs, alors qu'il se retrouve en présence du cardinal Barros, soupçonné depuis des années d’avoir protégé le père Fernando Karadima, reconnu pour avoir agressé des mineurs.

## Venezuela

### 11 avril 2017: Nicolás Maduro
| Victime    | Nicolás Maduro, président de la république bolivarienne du Venezuela |
| Projectile | Série d'objets non identifiés                                        |
| Date       | 11 avril 2017                                                        |
| Lieu       | San Félix (es), Caroní, Venezuela                                    |
| Événement  | Événement militaire                                                  |

Le 11 avril 2017, le président Nicolás Maduro, qui repart après avoir participé à un événement militaire, est accueilli dans son véhicule par une foule qui lui jette des objets.

## Yémen

### 5 février 2012: Ali Abdallah Saleh
| Victime    | Ali Abdallah Saleh, ancien président de la République du Yémen                                                       |
| Projectile | Chaussures |
| Date       | 5 février 2012 |
| Lieu       | Devant l'hôtel Ritz-Carlton New York (en), près de Central Park, New York, États-Unis (40° 45′ 56″ N, 73° 58′ 33″ O) |

Ali Abdallah Saleh en avril 2011.

Le 5 février 2012, l'ancien chef d'État yéménite Ali Abdallah Saleh sort de son hôtel à New York et est surpris par deux manifestants qui essaient de lui lancer des chaussures,.

### Articles de périodiques
- [AFP 2017] « Quelques précédents d’agressions ou incivilités contre des candidats en campagne », Agence France-Presse,‎ 18 janvier 2017 (lire en ligne , consulté le 21 mars 2023)
- [Castrodale 2019] (en) Jelisa Castrodale, « The Surprisingly Long History of Throwing Eggs at Politicians » [« L’histoire étonnamment longue du lancer d’œufs sur les personnalités politiques »], Vice,‎ 19 mars 2019 (lire en ligne , consulté le 21 mars 2023)
- [Forsdike 2016] (en) Josy Forsdike, « Egg on your face – politicians under attack », The Guardian,‎ 23 janvier 2016 (lire en ligne , consulté le 3 décembre 2023)
- [Francis et Timsit 2021] (en) Ellen Francis et Annabelle Timsit, « Protesters just hit Trudeau with gravel. Here are 5 other objects that have been thrown at politicians. » [« Des manifestants viennent d’attaquer Trudeau avec du gravier. Voici 5 autres objets qui ont été lancés sur des personnalités politiques. »], The Washington Post,‎ 7 septembre 2021 (lire en ligne , consulté le 21 mars 2023)
- [Hooper 2014] (en) Ryan Hooper, « Top seven moments when UK politicians were pelted with eggs », Evening Standard,‎ 1er mai 2014 (lire en ligne , consulté le 4 décembre 2023)
- [Kang 2020] (en) Kang Hyun-kyung, « Shoe-throwing, egging put freedom of expression to the test », The Korea Times,‎ 22 juillet 2020 (lire en ligne )
- [LCI 2017] « Valls, Sarkozy, Hollande... Homme politique : un métier à hauts risques, surtout pour l’amour propre », LCI,‎ 17 janvier 2017 (lire en ligne , consulté le 21 mars 2023)
- [Les Échos 2016] « Politiques enfarinés : avant Valls, d’autres candidats chahutés durant leur campagne », Les Échos,‎ 23 décembre 2016 (lire en ligne , consulté le 21 mars 2023)
- [Morrison 2014] (en) Sara Morrison, « People Pleased With Themselves For Throwing Stuff at Politicians, Ranked » [« Des gens contents d’eux-mêmes pour avoir jeté des choses sur les personnalités politiques, classement »], The Atlantic,‎ 11 avril 2014 (lire en ligne , consulté le 21 mars 2023)
- [NZME 2016] (en) New Zealand Media and Entertainment, « Manure, shoes and mud: A history of hurled objects » [« Fumier, chaussures et boue : une histoire d'objets lancés »], The New Zealand Herald,‎ 5 février 2016 (lire en ligne , consulté le 16 novembre 2023)
- [O’Carroll 2023] (en) Sinead O’Carroll, « Shoeing, pieing and 7 other things politicians have had thrown at them » [« Jeter des chaussures, entarter et 7 autres choses que les personnalités politiques se sont vu jeter sur eux »], The Journal (en),‎ 26 mai 2021 (lire en ligne )
- [Ouest-France 2017] « Farine, ketchup... avant Manuel Valls, d’autres politiques agressés », Ouest-France,‎ 18 janvier 2017 (lire en ligne , consulté le 21 mars 2023)
- [PC 2021] (en) « Besides Trudeau, which Canadian politicians have had objects thrown at them? » [« Hormis Trudeau, quels personnalités politiques canadiennes se sont vu lancer des objets sur eux? »], La Presse canadienne,‎ 7 septembre 2021 (lire en ligne , consulté le 21 mars 2023)
- [Ramaswamy 2015] (en) Chitra Ramaswamy, « Beyond a yolk: a brief history of egging as a political protest » [« Au-delà d’un jaune d’œuf : une brève histoire du jet d’œuf en tant que protestation politique »], The Guardian,‎ 5 octobre 2015 (lire en ligne , consulté le 21 mars 2023)
- [Salo 2021] (en) Jackie Salo, « Wild attacks on politicians: From Macron slap to George W. Bush shoe throw » [« Attaques sauvages contre des personnalités politiques : de la gifle à Macron au lancer de chaussures sur George W. Bush »], New York Post,‎ 8 juin 2021 (lire en ligne , consulté le 21 mars 2023)
- [TG 2021] TG, « De Chevènement à Mélenchon, les politiques ciblés par des enfarinages », TF1 Info,‎ 12 juin 2021 (lire en ligne , consulté le 4 décembre 2023)
- [The Telegraph 2012] (en) « Famous people being pelted with eggs, custard pies and shaving foam : What do Rupert Murodch, Nick Griffin and John Prescott have in common? », The Daily Telegraph,‎ 2 février 2012 (lire en ligne , consulté le 3 décembre 2023)
- [TSN 2019] (ru + uk) « Град из яиц и пакеты с фекалиями: что швыряли украинцы в своих политиков » [« Une grêle d’œufs et de sacs d’excréments: ce que les Ukrainiens ont lancé sur leurs politiciens »], TSN,‎ 1er février 2019 (lire en ligne , consulté le 21 mars 2023)
- [Yoon 2021] (ko) Yoon Joo-young, « 정치인에 '계란 테러'는 호재? 진심 없다면 무용지물 », Hankook Ilbo,‎ 30 octobre 2021 (lire en ligne , consulté le 19 janvier 2024)

### Sitographie
- (ru) « Что бросают в известных политиков? » [« Que jette-t-on sur les politiciens célèbres ? »] , sur rb.ru, Rusbase (consulté le 21 mars 2023)

### Vidéographie
- [vidéo] Brut., « Les politiques enfarinés et entartés », sur YouTube, 22 décembre 2016